# Paysandu Sport Club
Pour les articles homonymes, voir Paysandú (homonymie).
Maillots
Actualités
Le Paysandu Sport Club est un club de football brésilien basé à Belém au nord du Brésil. Il évolue en Série B.
Le Paysandu est 50 fois champion Parazão, le championnat du Pará de football. Le Papão a également remporté deux fois le championnat brésilien de Série B, la Copa Norte, et sa plus grande fierté depuis 2002, vainqueur de la Copa dos Campeões. Cette dernière victoire lui a permis de se hisser au rang de seul club de football nord-brésilien qui a participé à la Copa Libertadores en 2003.
Son surnom, le Papão da Curuzu résulte du mélange de deux symboles de l’équipe : le Bicho-Papão qui est le surnom qui a été donné à la mascotte du club créée en 1948 et la Curuzú est le surnom du stade où évolue le club, dont le vrai nom est Estádio Leônidas Sodré de Castro.

## Histoire

### Fondation

le club est basé à Belém, dans l'état du Pará, au nord du Brésil

L’histoire du Paysandu commence réellement le 15 novembre 1913, lors de la demi-finale du championnat Paraense opposant les deux équipes de Belém, Norte Clube et Guarany. À la suite d'une grossière erreur d’arbitrage, c’est le Guarany qui parvient à se qualifier pour la finale, avec un but d’avance sur son adversaire. La finale voit alors s’opposer le Guarany et le rival du Norte Club, le Grupo do Remo.
Cette année-là, le Norte Club avait de très grandes chances de gagner la compétition. La direction de l'équipe décide de faire appel à la Federação do Para de Futebol (FPF) pour demander de rejouer le match de demi-finale, considéré comme mal arbitré. L'appel fut rejeté par la fédération. Le Norte Club ne voulut pas en rester là, et imagina différentes manières de lutter plus efficacement contre les injustices et les erreurs d’arbitrage. L'idée principale était de reformer le club dans le but de le rendre plus fort, plus populaire. Hugo Manoel de Abreu Leão, joueur à l'époque de l'équipe du Norte Club devint très rapidement le chef de file du mouvement.
Le 7 décembre 1913, l'un des journaux du Pará (O Estado do Pará) fait pour la première fois mention d'une nouvelle équipe de la capitale de l'état, Belém, qui va se baser sur l'aviron et le football. Cette équipe s'appelle Paysandu Club. 
Le 1er février de l'année suivante, le même journal parle d'une réunion le lendemain à 20 h., qui aura pour but de donner une direction à la nouvelle équipe, encore inconnue du grand public.
Le lundi 2 février 1914, à 20 h 15, l'assemblée (composée de 42 membres environ, principalement du Norte Club, mais aussi d’autres petites équipes de l’état) se réunit, et décide d'élire officiellement à l'unanimité Hugo Manoel de Abreu Leão à la tête du mouvement. Ce dernier décida de donner le nom de Paysandu Foot-Ball Club à la nouvelle équipe. Le nom de Paysandu fut choisi en mémoire de la marine brésilienne, lors de la prise de la ville de Paysandú en Uruguay, lors de la Guerre contre le Paraguay. 
Cependant, cette décision sépara l'assemblée en deux. Ceux qui étaient contre ce nom, formèrent par la suite une autre équipe, le Time Negra (aujourd'hui souvent considérée comme équipe B du Paysandu, avec qui ils s'échangent des joueurs lors des matchs de faible importance).
Le président fut élu, Deodoro de Mendonça, pour l'année 1914. Il était accompagné du vice-président, Eurico Amanajás, les secrétaires Arnaldo Moraes et Humberto Simoões. La trésorerie était tenue par Gastão Valente. Le club avait pour but de rivaliser contre le Grupo do Remo, et pouvoir très rapidement se hisser parmi les meilleurs du pays.
Mais le 19 février, lors de la troisième réunion de la direction, il fut proposé aux membres de rejoindre directement la fédération du Pará de football, ce qui fut majoritairement approuvé. Le Paysandu troqua de nom pour l’occasion, passant de Paysandu Foot-ball Club à Paysandu Sport Club, nom qui demeure inchangé jusqu’à aujourd’hui.
Le premier match du jeune Paysandu eu lieu le dimanche 14 juin 1914 à 16h, à l’occasion du  Parazão 1914, dans le stade prêté pour l’occasion, de l’entreprise Firma Ferreira & Comandita, qui l’avait construit. Il y avait énormément de personnes pour l’époque, environ 2000, et la marraine Mille Isolina Coutinho, baptisa le stade avec le champagne. Ce fut Deodoro de Mendonça qui donna le coup d'envoi, touchant la balle du pied. Le vainqueur de ce match fut le Remo, par 2 buts à 1. La différence fut faite à cause d'un pénalty sur la fin du jeu.
La première équipe était composée par: 
Romariz; Bayma, Silvio; Jaime, Moura Palha, Mitchel; Hugo Leão, Garciaa, Guimarães, Mateus e Arthur Morais.
Hugo Leão aura été connu principalement dans le club pour deux choses. La principale est sa déclaration en 1913 « je vais fonder un club capable de vaincre le Grupo do Remo ». La seconde partage l’opinion. Le 14 juillet 1914, lors du championnat, le Paysandu jouait contre Ipiranga. Le joueur voulut tirer un pénalty, de dos aux buts, avec le talon ; ce fut le 6e but de l’équipe dans ce match, qui se solde par une victoire du Paysandu 14x3. Leão fut hué par manque de fair-play, mais aussi acclamé pour un but qui n’est pas facile à faire.
Lors des années suivantes, le Paysandu ne cessa de croître en puissance, et très vite dépassa son rival, le Remo au niveau des titres, malgré les neuf ans qui séparent la création des deux équipes.

### Entre 1940 et 1991, les grands débuts
| Date  | Paysandu | Score | Adv.        |
| ----- | -------- | ----- | ----------- |
| 18/05 | Paysandu | 4 - 2 | Tuna        |
| 15/06 | Paysandu | 6 – 1 | Júlio César |
| 20/07 | Paysandu | 2 – 1 | Sport Belém |
| 14/09 | Paysandu | 1 – 1 | Remo        |
| 19/10 | Paysandu | 3 – 1 | Tuna        |
| 09/11 | Paysandu | 2 – 0 | Júlio César |
| 21/12 | Paysandu | 2 – 0 | Remo        |

Les années 1940 sont pour le Paysandu l’ère des premières grandes victoires que les supporters aiment se rappeler. C’est la mise en place de plusieurs acquis. À commencer par le titre de champion invaincu, entre 1942 et 1947 en matière de championnat du Pará de football (il n'y eut pas d'édition du championnat en 1946).
Entraîné initialement par Alfredo Gama et dans les jeux finaux par Nagib Coelho Matni, le Paysandu conquis le titre de « pentacampeão Paraense de futebol » (cinq fois vainqueur du championnat du Parà de football) dans la saison de 1947. L’ Esquadrão de Aço (le surnom de l’équipe donné par les supporters en 1939, grâce à une équipe de buteurs, qui signifie escadron d’acier) a réalisé un splendide championnat, se sacrant champion invaincu, le tout avant même de vaincre le Remo 2x0 à son avant-dernier match dans la compétition, le 21 décembre 1947.
Le Paysandu a joué 8 parties, avec sept victoires, et un nul. Son attaque a marqué 27 buts, et sa défense n’a encaissé que de 7 buts, soit une différence positive de 20 buts. L’avant-centre Hélio a été le plus grand buteur du Paysandu et du championnat, avec 11 buts. Sóia en a marqué 4, Rivas 4, Dengoso 2, Hosana 2, Brias, Guimarães, Adimar et Conde (défenseur de la Tuna) 1 but chacun.
Au dernier match, contre Transviário, le Paysandu fut victorieux avec 9 buts à 1. 
Par la conquête du titre, le Paysandu reçu le trophée « Belas Victorias » (belles victoires), offert par une entreprise de Belém. L’année suivante, est créée la mascotte du club, issue d’une caricature de l’équipe dans le journal.
La décennie 40 marque aussi deux évènements majeurs dans la rivalité entre le Remo et le Paysandu. Le 5 mars 1939, le Remo vainc le Paysandu, en pleine Curuzu, 7x2. Le score, pour un derby est relativement large. Mais cette supériorité de but est surmontée par le Paysandu, 7x0, le 26 juillet 1945, dans le Baenão (stade du Remo). Aujourd’hui encore, ces deux évènements, et surtout la victoire écrasante du Paysandu sont rappelés par les supporters, faisant référence à une époque où il y avait peu de journaux relatant ces évènements, et qui paraissent compliqués à réitérer de nos jours.
Les années 1950 et 1960 sont marquées par la venue de géants, comme Quarentinha, ou encore Oberdan et Bené. Généralement, ce sont de ces années que les supporters les plus anciens se souviennent. Un véritable âge d’or du football du Pará.
La plus grosse victoire du Paysandu durant cette époque date de 1965 sur le géant Peñarol. C’est une victoire inoubliable pour les supporters du Paysandu. Le match s'est déroulé le 18 juillet 1965, avec une victoire de 3 buts à 0, digne pour beaucoup d'être inscrite dans les annales. Le Peñarol de l'époque était une machine à victoires, considéré comme le Barcelone d'aujourd'hui. Il faisait un parcours de matchs amicaux au Brésil, avec quinze victoires à son actif. L'équipe principale était issue quasiment dans son intégralité de la sélection nationale d'Uruguay. Mazurkiewsk, Forlan, Abbadie, Pedro Rocha et Caetano, pour ne citer qu'eux, arboraient le maillot jaune et noir de l'équipe du pays voisin du Brésil. Le Peñarol n'était "que" double vainqueur de la Copa Libertadores, double champion Uruguayen et champion mondial des clubs. L'année suivant ce fait, il devenait nouvellement champion de la Copa Libertadores….
La victoire du Paysandu a tout simplement retourné la ville de Belém. Le Liberal, le plus grand journal de l'État marqua en titre "Le Triomphe du Papão est une victoire pour le Brésil". C'était la vengeance du "maracanasso" (défaite du Brésil face à l'Uruguay lors de la Coupe du monde en 1950, 2x1).
Le grand journaliste de Rio, Nelson Rodrigues marqua "Le Paysandu a un maillot. Même étant simple, il se transforme en un étendard flamboyant […]. Qu'il en soit ainsi, ou autrement, nous sommes en face d'un fait indubitable, que nous ne pouvons ignorer: le Peñarol, qui est réputé pour être formé de l'équipe nationale d'Uruguay, est tombé sur un os Paráense. À présent, écrivant cette chronique, je peux imaginer le brio, la fureur, la soif, la flamme avec laquelle a joué l’équipe du Pará. Le Peñarol est sorti de ce match avec les oreilles qui ont chauffé. Trois à zéro! Une vraie douche froide!".
Outre cette victoire, un immense fait historique pour la Fiel s'est produit ce jour-là dans les tribunes. L'un des supporters présent, le marin et musicien Francisco Pires Cavalcante a eu une inspiration lors de la partie. Pires était un compositeur qui, malheureusement, n'était plus parvenu à composer quoi que ce soit depuis une vingtaine d'années. Très enthousiasmé par la prestation de son Paysandu, Pires a eu une inspiration soudaine. Pris d'une forme de transe il s'est mis, dans les gradins à composer la Marchinha, en hommage au Papão qui était en train de donner une correction magistrale à l'équipe Uruguayenne. À la fin du match, Pires fredonnait cette Marchinha  "uma listra branca, outra listra azul, estas são as cores do Papão da Curuzu…" (une bande bleue, l'autre blanche, ce sont les couleurs du Papão de la Curuzu). Le marin venait de composer la chanson la plus populaire du Paysandu… Beaucoup la considèrent d'ailleurs comme l'hymne officiel du Paysandu, ce qui est faux. Cela reste pour énormément de supporters un des "hymnes"  Brésiliens les plus entraînant.
À cette époque, le stade de la Curuzu possédait, comme beaucoup de petits stades, des gradins en bois. Les retransmissions télévisées n'étaient pas si courantes pour un match de foot. C’était la TV Marajoara qui couvrait les évènements sportifs, à une très faible fréquence. Pour ce match, il n'existe aucune trace vidéo. Seulement quelques photos, apparues dans les journaux, et certains témoins, gardant précieusement le billet du match…
L'une des explications de cette incroyable victoire est le soleil de plomb qui s'abattait sur la ville ce jour-là. Face à une telle chaleur, seul des joueurs natif du Nord du Brésil pouvaient tenir le coup. L'équipe titulaire était formée alors par Oliveira, Beto, Jota Alves, Abel, Castilho, Carlinhos, Quarentinha, Pau Preto, Édson Piola, Milton Dias et Ércio, entraînés par Juan Álvares. Les buteurs du Paysandu étaient Ércio, Milton Dias et Pau Preto. Le Peñarol jouait avec Caetano, Mazurkiewicz, Goncalvez, Nelson Díaz, Forlán, Máspoli, Abbadie, Rocha, Spencer, Cortéz, Joya et entraîné par Roque Máspoli.
Après ce fait historique pour le petit club de Belém, le Paysandu brilla encore quelques années. C’était les derniers moments de cette équipe si prestigieuse. L'une des meilleures équipes était entre autres formée de Abel, Beto, Vila, Milton Dias, Bené et Castilho (gardien de la Seleção). Mais les titres remportés ne sont que des compétitions amicales, ou alors des titres de championnat du Pará. Cependant, entre 1954 et 1990, le Paysandu a disputé une cinquantaine de matchs contre des équipes de Guyane française et hollandaise, ainsi que d’autres pays proches. Le 11 décembre 1968, le Paysandu reçoit en amical l'Équipe de Roumanie de football, qui était de passage à Belém pour sa préparation au mondial de football, qu’il vainc 1x0.
Le 4 juillet 1997, lors de la rencontre entre Paysandu et Santa Rosa, pour le championnat du Pará, à 21h à la Curuzu. Vital Filho, de l'équipe Alviceleste, lorsque l'arbitre siffla le début du match, dégageât du milieu du terrain la balle, qui alla s'arrêter dans les filets de Santa Rosa, en un petit peu moins  de quatre seconde. À ce moment, c'était le but marqué le plus rapidement au monde,.

### L’ère des grandes victoires (1991-2002)

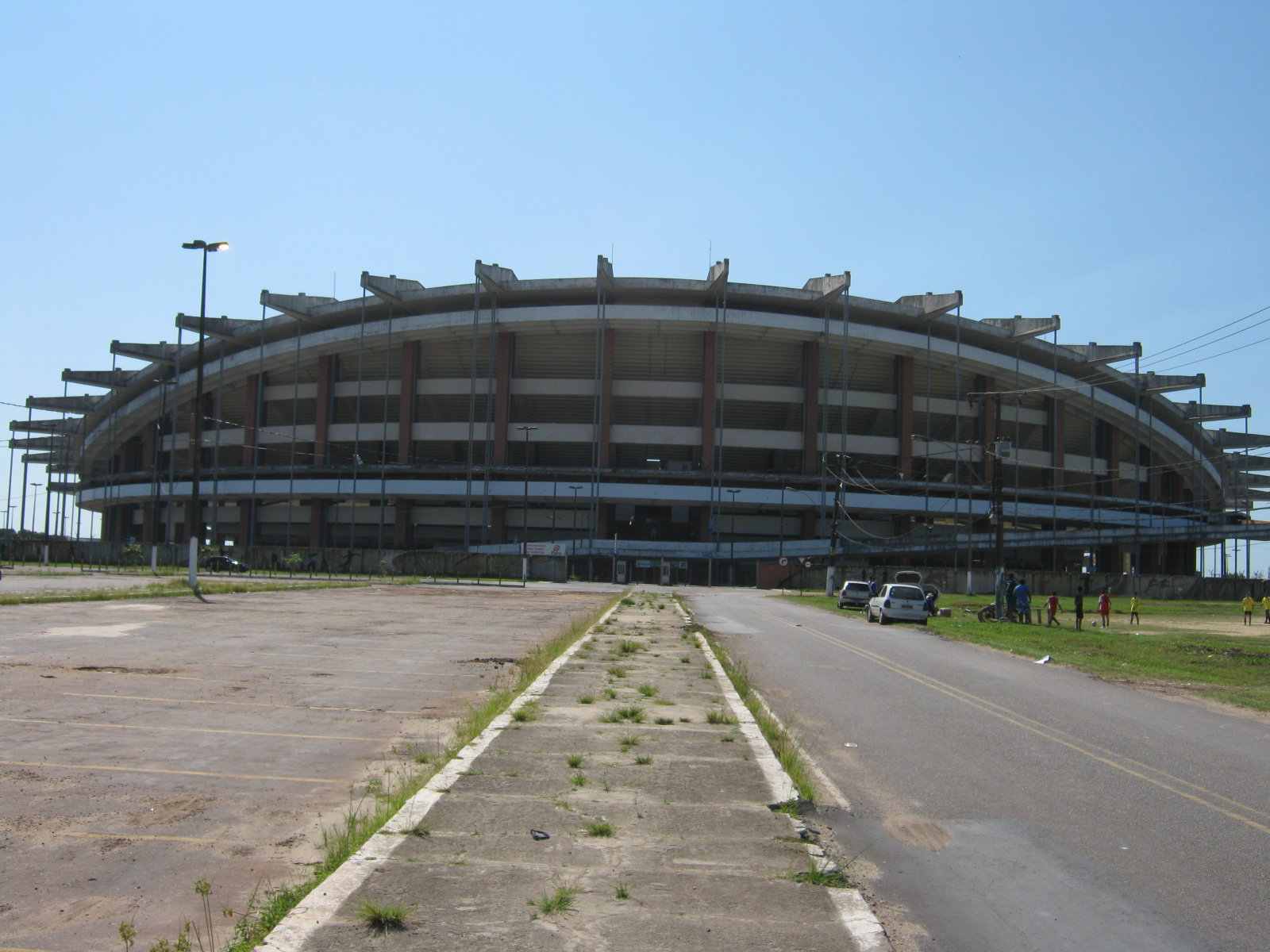
Le stade Edgar Augusto Proença, surnommé Mangueirão

Après une lourde saison en série B, le Paysandu se retrouve en finale contre Guarani Futebol Clube, pour disputer la place de champion de série B. Le match aller a lieu le 19 mai 1991, à Campinas. Le match se termine par le score de 1x0 pour l'équipe du Guarani Futebol Clube, avec un but marqué en seconde mi-temps par Claudinho. Le match retour, quant à lui se déroula à Belém au Mangueirão, le stade principal de la ville, le 26 mai 1991. Le Paysandu s'imposa avec deux buts en seconde mi-temps, de Cacaio et Dadinho. Un fait peu courant eu lieu lors de ce second but : les joueurs du Guarani Futebol Clube ont protesté contre le second but, qui eut lieu à la 81e minute. Cela eut pour conséquence l'expulsion de 6 des joueurs protestants, et entraîna donc la victoire du Paysandu par abandon, car l'équipe du Guarani Futebol Clube était en sous-effectif. 
Ainsi, le Paysandu obtient pour la première fois de son histoire le titre national, de Champion de la série B. Les supporters étaient devenus fous de joie. Tous étaient serrés dans les tribunes, pour accueillir le nouveau titre que leur équipe venait de conquérir.
Malgré ce nouveau titre, à valeur nationale cette fois, et non plus régionale, à partir de décembre 1992, et jusqu’à juin 1997, le Paysandu ne va plus parvenir à vaincre son grand rival, le Clube do Remo. Cela se traduit par un total de 33 matchs, 21 défaites du Paysandu, et seulement 12 matchs nuls. Pour les supporters, cela se traduit par une importante frustration, tant sur le plan des victoires, que dans les rues, avec les supporters de l’équipe rivale, qui profitaient de ce tabou pour se moquer du Paysandu. C’est sous le commandement de Nad que le Paysandu parvient à mettre fin à cette période de diète, en s’imposant deux buts à rien. En tout, le Remo aura été invaincu par son rival sur une période de 4 ans et 6 mois.
Le 21 décembre 2001, le rêve qui avait été fait vibrer la Fiel dix ans auparavant s'est renouvelé, mais cette fois ci avec un score doublé. Le match cette fois ci se déroulait dans la Curuzu. Le match Paysandu x Avaí s'est achevé avec un score de quatre buts à zéro. Le premier marqué par Gino, sur un coup franc à la vingtième minute. Les deux suivants furent marqués par le géant Alviazul   Vandick. Sur la toute fin du match, lorsque les supporters criaient de joie quant à la victoire écrasante du Paysandu avec 3 buts à rien, c'est Zé Augusto qui envoya la Fiel au septième ciel avec le dernier but. La joie était telle que les supporters n'ont pas attendus le coup de sifflet qui ne devait plus tarder, pour envahir le terrain, qui très vite devint noir de monde. Les pétards, les fumigènes les chants et la joie étaient au rendez-vous. Les commentateurs de la radio locale retransmettant le match (Radio Clube do Pará) étaient en fête. Cette victoire fait du Paysandu le Bicampeõe de la série B, et ajoute ainsi une étoile à son maillot.
L’année 2002 marque le début d'une série de victoires très importantes pour le Paysandu. Comme à chaque édition, l’équipe de Belém participe, tout comme son rival, le Remo à la Coupe du Nord (Copa Norte de son vrai nom). Cette compétition regroupe les plus grandes équipes des États du nord du Brésil (sauf les équipes de l'état du Tocantins qui ne participèrent à aucune des éditions). On ajoute à cette compétition les équipes du Maranhão et du Piauí (malgré leur position au Nord-est du pays). Les représentants de cette compétition y étaient qualifiés en arrivait en phase finale des championnats régionaux. Cette coupe, outre un titre, offrait la possibilité de participer initialement à la Copa Conmebol. À la suite de sa disparition, les vainqueurs participaient à la Copa dos Campeões. 
En 2001, le Paysandu arrivait second de la Copa Norte, laissant la victoire à São Raimundo, qui obtenait son troisième titre dans cette compétition. Mais en 2002, le Paysandu se vengea face à la même équipe, à nouveau en finale, lui infligeant le score de 4x0 (1x0 match allez, 3x0 match retour). 
Lors de la Copa Norte 2002, Lecheva, joueur du Paysandu est sacré meilleur buteur, avec 9 buts. Aussi, la même année, le Paysandu inflige à l’Independente de l’état d’Amapá sept buts à un. Ceci est le match à l’écart de buts le plus large de la compétition de 2002.
Cette victoire, trop rarement rappelée, permet malgré tout au Paysandu de participer à la dernière Copa dos Campeões (Coupe des Champions en français) de la même année. Outre le Paysandu, cette compétition accueillit cette année-là Atlético Mineiro (MG), Atlético Paranaense (PR), Bahia (BA), Corinthians (SP), Cruzeiro (MG), Flamengo (RJ), Fluminense (RJ), Goiás (GO), Grêmio (RS), Náutico (PE), Palmeiras, São Caetano (SP), São Paulo (SP), Vasco (RJ) et Vitória (BA). Ces équipes furent divisées en 4 groupes.
Dans cette édition de la Copa dos Campeões, le Papão réalisa sept matchs (six à Belém et un à Fortaleza). Il vainc le Náutico, Bahia, Palmeiras et Cruzeiro, et fait match nul contre Corinthians et Fluminense. Il ne perd qu'un seul match, contre Cruzeiro, lors de la finale, match aller. L'équipe Bicolor a marqué en tout 14 buts, en encaissa 10 et son meilleur buteur, Vandick, marqua cinq buts, soit un de moins que Fabio Junior (Cruzeiro), le meilleur buteur de la compétition.
Le Paysandu se sort des phases de pouls avec deux nuls, et une victoire. Cela lui permet de disputer les quarts de finale contre Bahia, qu'il bat 2x1. Le match suivant est contre le Palmeiras du gardien Marcos, qui cette année-là était champion du monde avec le Brésil. Mais cette notoriété ne suffit pas à l'équipe de São Paulo et finit par s'imposer 3 buts à 1. À ce moment, le Paysandu était qualifié pour les phases finales de la Copa dos Campeões, qui allaient se jouer contre Cruzeiro. Le match aller a lieu à Belém, au Mangueirão, sous les yeux de 53 000 spectateurs. Mais la prestation de l'équipe locale ne suffit pas, et concède sa première défaite, deux buts à un. Mais ce résultat n'abat pas l'équipe. Le match retour se déroule à Fortaleza, et les joueurs y vont pour certains très sereins (Marcos, qui ne peut s'empêcher dans l'avion de jouer l'hôtesse de l'air), d'autre avec une angoisse affreuse (comme Rogerinho).
Lors de ce match retour, au stade du Castelão (Grand Château en français), la première impression était que Cruzeiro allait confirmer sa victoire sans trop de problèmes. Outre le fait qu'ils jouaient pour un match nul, un avantage certain gagné à Belém au match aller, l'équipe imposa le rythme de jeu dès le début, et à la neuvième minute, c'est Fabio Jr. qui ouvre le score. Mais très vite, le Paysandu se reprend, et deux minutes après, égalise à travers Vandick. Ce n'était que le début de la grande histoire du joueur paraense dans ce match. Une dizaine de minutes plus tard, le latéral-gauche Luís Fernando, très présent dans ce match, croise à Vandick qui malgré une tête très faible, parvient à marquer le second but du Paysandu, sur une erreur du gardien de Cruzeiro, Jefferson. À ce moment-là, les deux équipes se maitrisaient, et étaient à égalité au score (PSC 2 buts (3 au total) contre 1 but (3 au total) pour Cruzeiro). Pendant que le Cruzeiro tentait d'imposer son jeu, le Paysandu s'est mis à reculer, cherchant la contre-attaque. C'est grâce à un nouveau coup de génie que Joãozinho dribla la défense du Paysandu, passa pour Fabio Jr., qui offrit un caviar à Cris à la 39e minute, qui n'avait plus qu'à tirer dans les buts. Mais une fois de plus, c'est Vandick, qui, à la 41e minute, permet au Paysandu de l'entraîneur Givanildo Oliveira de revenir à égalité.
Tout comme en première mi-temps, il ne faut pas attendre très longtemps après le coup de sifflet pour que Fabio Jr. remette son équipe en jeu. Mais à la onzième minute, Jóbson du Paysandu profita d'une nouvelle erreur du gardien de Cruzeiro pour mettre la balle au fond de cages vides. 
Avec ce résultat de Cruzeiro 3(5)-4(5) Paysandu, la décision va aux tirs au but. Mais le Cruzeiro ne profite pas de la chance qui lui est donné, et perd les trois buts d'une manière complètement incroyable, avec les deux premiers sur la transversale, alors que Marcão, gardien du Paysandu était battu. Le dernier but perdu était défendu par le gardien. Le Paysandu marque en conséquence ses trois buts, et se sacre champion de la Copa dos Campeões. Au moins 50 % de la population de Belém est en fête. Le Paysandu prend alors la place de la quatrième équipe Brésilienne pour la Copa Libertadores de 2003, aux côtés de Santos, Corinthians et Grêmio (qui terminent respectivement dans cette position le Championnat du Brésil de football).
| Date  | Paysandu | Score         | Adversaire  |
| ----- | -------- | ------------- | ----------- |
| 3/07  | Paysandu | 1 - 1         | Corinthians |
| 7/07  | Paysandu | 0 - 0         | Fluminense  |
| 14/07 | Paysandu | 3 - 2         | Náutico     |
| 21/07 | Paysandu | 2 – 1         | Bahia       |
| 28/07 | Paysandu | 3 – 1         | Palmeiras   |
| 31/07 | Paysandu | 1 - 2         | Cruzeiro    |
| 4/08  | Paysandu | 4 (3) - 3 (0) | Cruzeiro    |

| Statistiques pour le Paysandu durant cette Copa dos Campeões 2002                                                                          |
| --- |
| - Paysandu - 7 matchs - 4 victoires - 2 nuls - 1 défaite - Meilleurs buteurs - Fabio Jr. (Cruzeiro) - 6 buts - Vandick (Paysandu) - 5 buts |

Classement final de la Copa dos Campeões 2002:
1er: Paysandu;
2e: Cruzeiro;
3e: Flamengo;
4e: Palmeiras;
5e: Goiás;
6e: Bahia;
7e: Fluminense;
8e: Vitória;
9e: São Paulo;
10e: São Caetano;
11e: Vasco;
12e: Náutico;
13e: Corinthians;
14e: Grêmio;
15e: Atlético/MG;
16e: Atlético/PR.

### L’apogée du club (2003-2005)
| Date  | Paysandu             | Score       | Adversaire           |
| ----- | -------------------- | ----------- | -------------------- |
| 13/02 | Sporting Cristal     | 0- 2        | Paysandu             |
| 6/03  | Paysandu             | 0- 2        | Cerro Porteño        |
| 11/03 | Paysandu             | 3 - 1       | Universidad Católica |
| 18/03 | Paysandu             | 2 - 1       | Sporting Cristal     |
| 27/03 | Cerro Porteño        | 2 - 6       | Paysandu             |
| 15/04 | Universidad Católica | 1 - 1       | Paysandu             |
| 25/04 | Boca Juniors         | 0 - 1       | Paysandu             |
| 15/05 | Paysandu             | 2(3) - 4(4) | Boca Juniors         |

|
| Statistiques du Paysandu pour la Copa Libertadores de 2003 |
| --- |
| - Paysandu - 8 matchs - 5 victoires - 2 nuls - 1 défaite - Meilleur buteur - Róbson - 9 buts - Total de buts - Buts marqués : 17 / Buts encaissés : 9 - Rang final de la compétition - 9e - Meilleure participation d'une équipe en libertadores - Rang en Amérique du Sud : 39e |

Grâce à son titre inédit de Copa dos Campões en 2002, le bicolor paraense disputa le tournoi de football le plus important de l’Amérique du Sud, la Copa Libertadores, représenté par les meilleures équipes de la saison précédente, Argentine, Uruguay, Chili, Bolivie et le Paraguay. Le Paysandu était entraîné par Darío Pereyra à présent un entraineur Uruguayen habitué des Copa Libertadores. 
Pour l’occasion, l’équipe fait appel à des joueurs de renfort, comme l’attaquant Róbson Robgol, Iarley, ainsi que d’autres grands joueurs, composants déjà l’équipe de Belém, comme Sandro Goiano, Vandick, Vanderson et Vélber, entre autres.
Le Paysandu a participé à la première phase étant dans le groupe 2, aux côtés de Cerro Porteño, Sporting Cristal et Universidad Católica. Ce groupe n’avait rien de facile, et pourtant, après 4 victoires, et deux nuls, le Papão était en tête de son groupe avec 14 points. Lors des disputes du groupe, le Paysandu ne se présenta pas bien devant son public à Belém, au Mangueirão, en faisant un nul, et marquant peu de buts. Mais le match le plus expressif de cette partie du championnat se déroule au Paraguay face au Cerro Porteño, composé en partie des joueurs de la sélection locale, où le Paysandu inflige le score de six buts à deux.
Cette prestation lui permet de jouer contre le second du groupe numéro 7. Mais une mauvaise nouvelle attend le Paysandu et ses supporters. Dans le groupe 7, il y avait principalement l’équipe que tout le monde voulait éviter, le Boca Juniors d’Argentine. Les calculs de l’équipe brésilienne n’avaient pas prévu que le géant Argentin pourrait chuter à son dernier match, face au colombien Independiente Medellín. Cette défaite place l’équipe victorieuse en première position, et le Boca Juniors en second. Le Paysandu va donc devoir jouer contre le géant dès les huitièmes de finale. 
Le premier match se déroule à Buenos Aires, à La Bombonera. Les supporters du Paysandu étaient fiers que leur équipe, si discrète, ait pu arriver aussi dans une compétition qu’ils n’auraient jamais espérée. La prestation du Paysandu jusqu’ici avait été presque parfaite. La meilleure de toutes les équipes brésiliennes de la compétition. Le match allez se déroulant à La Bombonera pleine à craquer, les joueurs étaient dépassés par les évènements. Ils ne pensaient pas un jour arriver si haut dans une compétition. Très vite, ce sont Róbson et un joueur du Boca Juniors qui sont expulsés ensemble. Puis c’est au tour de Vanderson, du Paysandu, de prendre lui aussi un carton rouge. Mais lorsque tout le monde s’attendait à voir l’équipe d’Argentine s’imposer chez elle, qui plus est avec un joueur de plus c’est Iarley, la nouvelle recrue du Paysandu, et celui qui avait su faire trembler le plus les supporters argentins durant le match, qui applique le premier but du match en seconde période. Ce but donne la confiance qui manquait aux joueurs de son équipe. La défense, et principalement le gardien, Ronaldo, sauvent des balles dangereuses. 
L’arbitre siffle la fin du match, et le Paysandu a encore avancé dans la compétition. Mais cette fois, ce n’était pas juste une victoire de plus, contre une équipe sud-américaine. C’était une victoire contre le Boca Juniors, meilleure équipe d’Argentine, qui plus est en pleine La Bombonera. Cet exploit n’avait été réalisé que par quatre autres équipes brésiliennes auparavant, Santos, sous Pelé, Cruzeiro avec Ronaldo, Grêmio avec Gessy Lima et l’Internacional avec Nilmar y étaient parvenus auparavant,. De plus, cette victoire s'est faite avec une équipe Alviceleste réduite à 9 joueurs après l'expulsion de Robsón et Vanderson, contre 10 joueurs pour l'équipe argentine. Cette victoire pour les supporters, est vue alors déjà comme une victoire de finale de Copa Libertadores.
Trois jours après l’exploit en Argentine, le Paysandu doit disputer un match de Série A face à São Paulo. Mais l’ambiance du moment donne des ailes au Papão et lui fait gagner au Mangueirão le match par cinq buts à deux. Les supporters voient encore sous leurs yeux un nouvel exploit, deux en moins d’une semaine, c’est la transformation d’un petit Paysandu du nord du Brésil en un "Papa titúlo do Norte" (en français, le gobeur de titres venu du nord, ce nom était déjà apparu par les médias l'année précédente, avec la collection de titres que le Paysandu commençait à se faire).
Mais il reste encore le match retour. Celui-ci se déroule le 15 mai 2003 à Belém, au Mangueirão. Les supporters du Paysandu en profitent alors pour battre le record de public ce jour pour un match n’opposant qu’une seule équipe de Belém, avec pas moins de 57 330 spectateurs, pour un stade qui ne pouvait contenir officiellement à l’époque que 48 000 places. Le Paysandu était déjà donné comme vainqueur. Lors du coup d’envoi, même si le Boca Juniors s’offrait de grandes occasions, Ronaldo, le gardien des buts de la maison n’offrait aucune chance. Iarley était encore plus inspiré qu’au match allez, et fait trembler les cages adversaires.
Mais au bout de la moitié de la première période, la défense du Paysandu vacille, elle offrait une résistance incroyable, mais insuffisante aussi. Le premier but est alors signé de l’équipe visiteur, comme le second. Le Paysandu ne s’abat pas, et parvient à marquer lui aussi un but. Mais pour sauver les cages en seconde période, Sandro et Gino sont contraints de faire des penalties, qui sont fatals pour le Paysandu. C’est en fin de match que l’équipe Alviceleste parvient à marquer un second but. Les supporters qui alors s’en allaient petit à petit, reviennent tous, pour tenter de voir le Paysandu marquer le but salvateur, qui lui permettrait d’aller aux tirs au but. Zé Augusto, Vandick, Iarley entre autres tentent, et retentent, malgré les quatre minutes de temps supplémentaire qui leur sont donnés, mais rien y fait. Le Boca Juniors s’est vengé de sa défaite à domicile, en infligeant une cruelle défaite au Paysandu. Cependant, les supporters présents ne manquent pas de féliciter leur équipe, qui a fait en ce début d’année 2003 un exploit tout à fait extraordinaire, que nombre d’entre eux n’aurait jamais imaginé voir un an auparavant.
C’est comme ça que le Paysandu dit à dieu à la Copa Libertadores, sa plus grande compétition. Il termine à la fin du championnat neuvième meilleure équipe sud-américaine. Quelques mois plus tard, la FIFA dévoile les rangs mondiaux, où le Paysandu figure à la 39e place mondiale. Jamais il n’ira plus loin. Mais plus qu’un titre de Libertadores, les supporters de l’équipe peuvent se consoler avec un record : jamais, parmi les 186 équipes qui ont participé à la Copa Libertadores, une autre que le Paysandu n’a eu un aussi bon pourcentage en matière de bonne prestation. Le Paysandu, avec ses cinq victoires, deux nuls et une défaite s’en sort avec 71 %.
Mais le Paysandu, bien qu'ayant atteint son apogée à travers cette compétition, reste relativement faible en Série A, restant à chaque fois en bas de tableau, en 2003 étant à la 22e place sur 24, en 2004 à la 14e sur 24. En 2005, cette position va lui être fatale. En effet, le Paysandu n'ayant pas profité des apports économiques de 2002-2003, avec les grandes compétitions, devient la pire défense, avec 92 buts encaissés, l'équipe avec le plus de défaites du championnat (25), et termine à l'avant dernière place: le Paysandu retourne en Série B.
Cependant, grâce à ces grosses victoires, entre 2002 et 2003, participation à la Copa Libertadores, le Paysandu est passé de la 416e position au rang mondial, à la 181e. Aucune équipe jusqu'à aujourd'hui n'est encore parvenue à monter de 235 places en aussi peu de temps.

### La période noire du club (2005-2012)

#### Le brutal déclin
Lors de la Série A de 2005, le Paysandu termine avant-dernier au tableau, avec des statistiques catastrophiques. L'année suivante, il doit disputer, en tant que favori la Série B, avec, contre toute attente aussi, l'Atlético Mineiro.
Malheureusement pour le Paysandu, cette compétition ne se déroule absolument pas comme il l'avait prévu. Le club se noie dans les dettes, doit payer des joueurs de niveau inférieur à celui requis pour la compétition. À la fin de l'année, le résultat est sans appel, le Paysandu, grand leader au retour parmi l'élite, termine à la 18e place sur 20. Il est rétrogradé en Série C pour l'année 2007. Ce championnat est catastrophique pour le club Alviazul, à l'image de son avant-dernier match, disputé à Belém le 25 novembre 2006. C'est tout simplement la plus grosse défaite encaissée par le Paysandu dans ses92 ans d'existence à l'époque. Le Paulista inflige le score honteux de neuf buts à rien. Cependant, le bas du tableau avait les points serrés. Le Paysandu, comme deux autres équipes, possédaient 44 points. Il aurait fallu trois buts de plus dans le championnat pour que le Paysandu puisse éviter de justesse l'arrivée en Série C.
Commence alors une période très dure pour le Paysandu. Le Remo est pour la première fois depuis longtemps devant son rival, restant en Série B à la 12e place en 2006. Cependant, à la fin de l'année 2007, le club est fixé, et descend lui aussi en Série C. Pour le Paysandu, il est question de découvrir le système de la Série C, compétition officielle, mais, jusque 2011, laissée à l'état très précaire. En effet, la CBF ne prêtait pas attention à cette compétition, jugée trop faible. Elle ne se chargeait que de faire un règlement qui changeait très fréquemment, et de juger les fautes graves à travers le tribunal de justice du sport. En ce qui concerne les déplacements, par exemple, ce sont les clubs eux-mêmes qui devaient s'occuper de débloquer les fonds requis. Le Paysandu connait encore ses grands problèmes financiers. Lorsque la nouvelle présidence du club est nommée, tombe une terrible nouvelle. L'ancien président avait coulé le club dans des dettes profondes. Les victoires dans les grandes compétitions de 2001-2003 n'avaient pas été profitées… Le Paysandu ne peut donc pas se permettre de prendre, une année encore, de grands joueurs.
Dès 2007, le Paysandu ressent la restriction budgétaire à laquelle il est contraint. Lors du Parazão de cette année, il n'atteint que la 4e place. Mais le pire restait encore à venir pour le club. Sa première participation à la Série C est catastrophique, et sur les six matchs disputés, le Paysandu manque de justesse de tomber en quatrième division, perdant tous ses matchs, et se sauvant à travers un match nul contre le voisin de la ville de Belém, Ananindeua. Le Paysandu était cette année-là perçu comme le grand favori de la troisième division. 
Mais ce début catastrophique n'est que le reflet d'un parcours qui jusqu'à aujourd'hui se montre chaotique, sur tous les points. Depuis 2007, le Paysandu ne sort pas de la Série C. À partir de 2009, il échoue au pied du mur, perdant à chaque fois son dernier match, qui pourrait lui permettre la qualification.
La direction du Paysandu est très critiquée par les supporters sur les réseaux sociaux, à travers un manque de crédibilité qui semble être le leitmotiv du club depuis 2007. Depuis cette date, plus d'une quinzaine d'entraîneurs se sont relayés pour diriger l'équipe Alviceleste. Rien qu'en 2011, quatre entraîneurs se sont succédé, tombant à la moindre erreur.
Autre chiffre effrayant, plus de 500 joueurs sont passés au Paysandu depuis la chute en troisième division. Et jamais le Paysandu n'a pu retrouver un attaquant capable de faire trembler les filets adverses depuis la retraite de Róbgol à la fin du championnat de 2006. Pourtant, les efforts n'ont pas été moindres, malgré les sérieux problèmes financiers que le club affronte. Chaque année, le club annonce un buteur connu pour avoir brillé à un moment donné dans sa carrière. En 2011 par exemple, était annoncé la venue de Josiel, buteur de première division de 2005 avec le Flamengo. Ce dernier, non seulement ne marqua que trois buts en une dizaine de matchs, mais en plus quitta Belém avec une polémique, insultant les femmes de la ville sur un réseau social. Craignant des représailles non seulement des supporters du Paysandu, mais aussi des habitants en général, il préféra s'en aller.

#### "Le champion est de retour"
L'année 2012 commence pour les supporters de manière cauchemardesque, et donne très peu d'espoir pour une montée dans la si rêvée seconde division de 2013. Tout commence avec l'annonce des coffres à sec à la fin de la saison 2011. En effet, tout avait été misé sur la montée de division pour l'année 2011, avec des joueurs chers, mais qui finalement n'ont rien rendus.
La direction décide alors de tout miser sur les joueurs formés au club depuis quelques années, et qui se voyaient comme des promesses. Ces joueurs, ayant pour la plupart entre 18 et 20 ans faisaient un très bon championnat régional, et certains intéressaient déjà certains clubs de première division lors du championnat national des joueurs de base à São Paulo (Copa São Paulo de Futebol Junior) l'année précédente. Parmi eux, on peut citer Bartola, Yago Pikachu, Thiago Costa, Neto, ou encore Pablo. Pour entrainer ces jeunes joueurs, la direction du club appelle celui qui les connait le mieux, Nad, entraineur des équipes de base du club, et défenseur du Paysandu dans les années 1990. Pour encadrer les joueurs, le club fait revenir également quelques anciens joueurs emblématiques, pour donner de l'expérience sur le terrain, comme Vanderson qui ne savait pas s'il allait revenir après la déception de 2011, et l'emblématique gardien des temps de Libertadores, Ronaldo.
Les débuts de la jeune équipe sont très mitigés. Les victoires convaincantes se font discrètes, et Nad ne tarde pas à laisser sa place à son adjoint, Lecheva, ancien joueur, lui aussi issu de la grande époque du club, quelques années auparavant. Pour les supporters, c'en était de trop, la direction s'entêtait à faire venir des entraîneurs qui n'avaient aucune expérience réelle. Mais petit à petit, le jeune entraîneur su montrer une réelle cohésion au sein de son groupe de travail, et la Coupe du Brésil est la preuve que ce "bleu" avait beaucoup de choses à prouver. Le 4 avril, le Paysandu retrouve à l'occasion de cette compétition une équipe de première division, le Sport. Les jeunes joueurs ont tout à gagner et prouvent leur valeur en gagnant un premier match, à domicile, 2x1. Le match retour, la semaine suivante, dans la Ilha do Retiro prouve la valeur de Lecheva et de son travail, écrasant l'équipe domicile 4x1. C'est la première fois que le Paysandu atteint les huitièmes de finale de cette compétition. Très vite, Lecheva passe des enfers aux bras de la Fiel, et est perçu comme un entraîneur providentiel, qui savait faire les changements nécessaires aux bons moments. Mais cette très bonne représentation n'est pas visible en championnat régional, qui reste encore très timide, et conduit l'équipe à la défaite. Malgré ses bons résultats face au Sport dans la Coupe du Brésil, le Paysandu affronte par la suite le Coritiba, autre équipe de première division. Cette fois, l'adversaire est trop fort, et le Paysandu dit à dieu à la compétition de 2012, sous les yeux de 40 000 supporters dans le stade, venus appuyer leur club qui semble enfin donner de l'espoir.
Après cette défaite, le Paysandu devait attendre le début de la troisième division, réel but du club, pour pouvoir passer en seconde division. Lecheva est alors remplacé par Roberval Davino, un entraîneur connu comme "le roi de la montée de division", car il avait déjà fait monter le Remo en 2005 de la troisième à la seconde division, et avec le titre de champion qui plus est. Le club en profite aussi pour remercier la moitié de l'équipe, et faisant les mêmes erreurs que lors des années précédentes, faisant venir des dizaines de nouveaux joueurs de plus ou moins bonne réputation, sous l'aval de Davino. Mais les résultats sont une fois encore mitigés. Le Paysandu gagne ses deux premiers matchs haut la main, et se montre très vite comme leader du groupe A. Mais cela n'était qu'une apparence, car le troisième match se conclut par une défaite, à domicile, dans le Mangueirão, face à l'équipe rivale, Fortaleza. Il s'ensuit une période inquiétante de matchs nuls, où l'équipe du Paysandu montre un très bon jeu, mais ne parvient pas à marquer des buts. Davino est alors remercier, et le club fait appel au dernier espoir des supporters: Givanildo Oliveira, l'entraîneur qui avait fait gagner tant de compétitions au Paysandu, entre 2000 et 2002. Mais rien y fait, l'entraîneur emblématique enchaîne, avec les mêmes problèmes que son prédécesseur six matchs nuls et une défaite. N'ayant jamais connu cela avant, il préfère s'en aller, conseillant fortement au club de reprendre Lecheva comme entraineur.
Lecheva, qui était depuis son départ du poste d'entraîneur, l'adjoint de Davino et Oliveira, accepte avec joie la proposition. Il ne reste que cinq matchs, pour que la première phase de la compétition ne s'achève, et le Paysandu est très loin de se qualifier pour la seconde phase. Le travail qu'il fait est alors avant tout sur le plan psychologique des joueurs. Son but est de recréer une ambiance agréable de travail, semblable à celle qu'il avait connue lors de l'âge d'or du club, une décennie auparavant. Il écoute les joueurs, les conseille, et revoit quelques soucis tactiques. Le résultat est sans appel, sur les cinq matchs disputés, deux victoires à domicile (5x1 contre le Treze, et 4x0 contre Salgueiro), deux nuls et une défaite à l'extérieur. Les résultats permettent à l'équipe de passer en seconde phase, et d'affronter en match aller/retour la meilleure équipe du groupe B de la compétition. L'équipe en question est Macaé, d'une ville proche de Rio de Janeiro. L'équipe gagnant cette confrontation, monte directement en seconde division. Joueurs et supporters sont très optimistes, grâce au travail que l'entraîneur s'efforce de faire. Les supporters ont repris depuis quelques matchs, le chemin du stade, et les joueurs forment un groupe très concentré, la joie au sein du club est de retour, après plusieurs années d'absence.
Le match allez se déroule dans le Pará. Mais le Paysandu ne peut pas le réaliser dans sa ville, Belém, à cause d'une cicatrice de sa période médiocre en Série C. Les supporters ont jeté des bouteilles sur les joueurs, à la fin d'un match nul aux saveurs de défaite, quelques mois auparavant. Le Paysandu avait pris alors deux matchs de suspension, l'obligeant à les jouer à plus de 100 km de sa ville d'origine. Mais cela n'est pas un souci pour les supporters, qui retrouvent le goût d'appuyer leur équipe, et n'hésitent pas à parcourir les 300 km les séparant du stade de Paragominas. Le stade est complet, et le Paysandu développe un très bon match, résultant par la victoire 2x0 sur Macaé.
Le match retour n'inquiète pas les supporters, qui sur les réseaux sociaux, montrent leur confiance dans le travail que Lecheva réalise depuis quelques semaines. À la veille du départ des joueurs, les supporters décident de remplir le stade de l'équipe, la Curuzu, pour encourager leur équipe ; pas moins de 1000 supporters sont là à chanter, et applaudir les bonnes actions de leur équipe. Beaucoup n'hésitent pas à faire le voyage jusque Macaé pour soutenir leur équipe, qui joue le 10 novembre 2012. Ce match se montre très complexe, et même si l'équipe paraense peut perdre avec un but d'écart et encore se qualifier, beaucoup d'inquiétude se font ressentir. Les fantômes des années précédentes, avec les défaites consécutives, au bord de l'accès, face à Icasa, Salgueiro, et America, sont présents. Dès la première mi-temps, malgré la domination de l'équipe de Belém, Macaé vient à gagner 1xO, puis dès le début de la seconde période, un second but est inscrit. Mais Yago Pikachu, qui au fil de la saison vient se montrer la meilleure révélation du club, ouvre le score pour le Paysandu. Le match se termine 3x2 pour Macaé, mais cette fois, c'est le Paysandu qui emporte la qualification pour la seconde division, grâce à un but de Vanderson, qui sauve son équipe, et assied son statut d'idole du club, façonné depuis 2000, une fois pour toutes.
À Belém, les supporters font la fête. Les joueurs sont pour la plupart en larmes, émus, et pour la plupart évoquant la volonté de signer une année de plus au club, touchés par la passion dont les supporters faisaient preuve envers leur équipe. La ville est teinte de bleu et de blanc, les axes principaux, comme l'Avenida Almirante Barroso, et la station des docks sont les lieux de réunion des supporters, qui célèbrent leur retour dans la seconde division brésilienne, six années après la terrible chute que le club avait connue. Les supporters chantent en chœur "O Campeão voltou" (le champion est de retour). Le lendemain, pas moins de 5 000 supporters se rendent à l'aéroport international Val de Cans de Belém. Les joueurs sont portés et acclamés. L'aéroport et les grandes voies de la ville sont bouchés.
Pour que le Paysandu monte de division, il aura fallu attendre cinq ans, onze mois, quinze jours et 77 matchs. Depuis 2007, plus d'une quinzaine d'entraîneurs se sont relayés pour diriger l'équipe Alviceleste. Les mêmes erreurs étaient commises d'années en années, changeant quatre fois d'entraîneurs par saison. Le nombre de joueurs ayant signé depuis la chute en troisième division est affolant, plus de 500 joueurs ont signé un contrat, sans jamais rendre les résultats escomptés. Il aura fallu attendre qu'un jeune entraîneur, encore en apprentissage, sache parler à des joueurs, les écouter, certains encore très jeunes, et d'autres traumatisés par le manque de résultats pour redresser le club, d'une situation qui s'embourbait, et qui semblait presque impossible à récupérer. Plus de 20 000 supporters ont su, à travers le Pará, et le monde, prouver que malgré les difficultés, jamais ils n'allaient abandonner leur club.

## Bilans et résultats sportifs

### Palmarès
| Compétitions nationales | Compétitions régionales |
| --- | --- |
| - Championnat du Brésil de D2 (2) : - Champion : 1991 et 2001 - Championnat du Brésil de D3 : - Vice-champion : 2014 - Copa dos Campeões (1) : - Vainqueur : 2002 | - Championnat du Pará (50) : - Champion : 1920, 1921, 1922, 1923, 1927, 1928, 1929, 1931, 1932, 1934, 1939, 1942, 1943, 1944, 1945, 1947, 1956, 1957, 1959, 1961, 1962, 1963, 1965, 1966, 1967, 1969, 1971, 1972, 1976, 1980, 1981, 1982, 1984, 1985, 1987, 1992, 1998, 2000, 2001, 2002, 2005, 2006, 2009, 2010, 2013, 2016, 2017, 2020, 2021 et 2024 - Vice-champion : 1914, 1915, 1916, 1917, 1918, 1919, 1924, 1925, 1926, 1930, 1933, 1936, 1937, 1941, 1948, 1949, 1952, 1954, 1955, 1960, 1968, 1970, 1974, 1975, 1977, 1978, 1979, 1989, 1990, 1993, 1994, 1995, 1997, 1999, 2004, 2011, 2014 et 2018 - Coupe du Pará (pt) (2) : - Vainqueur : 2005 et 2014 - Finaliste : 2004, 2007, 2008 et 2015 - Coupe de Belém (pt) (7) : - Vainqueur : 2005, 2006, 2009, 2010, 2011, 2013 et 2016 - Finaliste : 2004 et 2014 - Copa Norte (1) : - Vainqueur : 2002 - Finaliste : 2001 - Copa Verde (3) : - Vainqueur : 2016, 2018 et 2022 - Finaliste : 2014, 2017, 2019 et 2023 |

| Matchs du Paysandu SC depuis 1970                                                                              |
| --- |
| - Matchs total - 2341 - Victoires - 1181 - Nuls - 581 - Défaites - 579 - Buts pour - 3940 - Buts contre - 2337 |

### Compétitions officielles
| Série A                       | Série B                       | Série C                      |
| ----------------------------- | ----------------------------- | ---------------------------- |
| 461 matchs disputés           | 233 matchs disputés           | 87 matchs disputés           |
| 21 participations depuis 1973 | 13 participations depuis 1971 | 7 participations depuis 1990 |

En tout, le Paysandu a joué 781 matchs depuis 1973, entre les Séries A, B et C. Cela représente 461 matchs en Série A (21 participations), 257 matchs en Série B (13 participations), et 87 en Série C (7 participations).
Mais avant que le championnat Brésilien ne soit créé, à 10 éditions de la Taça Brasil, de 1959 à 1968. Il y eut d'autres compétitions, ayant une visée nationale, remplaçant pour certaines raisons le Championnat du Brésil de football, comme le Tournoi Roberto Gomes Pedrosa (69-70), la Copa União en 1987 (qui joua le rôle de Série B), ou encore la Copa João Havelange (surnom du championnat pour l'année 2000, en mémoire d'un ancien président emblématique de la CBF).
Selon un recensement fait en septembre 2011, le Paysandu aurait le 17e plus grand nombre de supporters au stade par match, soit 10 513. Ce recensement est fait à partir des billets vendus, avec les équipes de Série A, B, C et D. À savoir que le premier est Santa Cruz avec 33 450 spectateurs en moyenne, et évoluant en Série D. Dans ce classement, le Paysandu est devant des géants comme Vasco, Cruzeiro ou encore Santos.

### Compétitions amicales
| Tournois amicaux internationaux                                                                                     | Tournois amicaux nationaux (Belém) | Tournois amicaux régionaux |
| --- | --- | --- |
| - 1953 : Torneio Triangular Internacional (Guyane et Suriname) - 2011 : Copa Internacional de Paramaribo (Suriname) | - 1965 : Torneio Quadrangular Internacional de Belém - 1966 : Pará Bahia Torneio Quadrangular Rei dos Fogos - 1975 : Pará Maranhão Piauí Ceará Torneio Pentagonal - 1986 : Pará São Paulo Torneio Triangular - 2001 : Brasil Copa Mais TV | - 1922 : Taça Soberano do Mundo - 1939 et 1954 : Taça Abelardo Conduru - 1953 : Taça da Paz "Gilberto Cardoso" - 1966 et 1976 : Torneio Cidade de Belém - 1969 : Taça Péricles Guedes de Oliveira - 1971 : Taça Panorama XXI - 1985 : Torneio Jader Barbalho - 1990 : Taça Cândido Neiva - 1998 et 1999 : Torneio Seletivo a Copa Norte - 2007 : Troféu Lúcia Penedo |

## Image et identité

### Couleurs et écussons

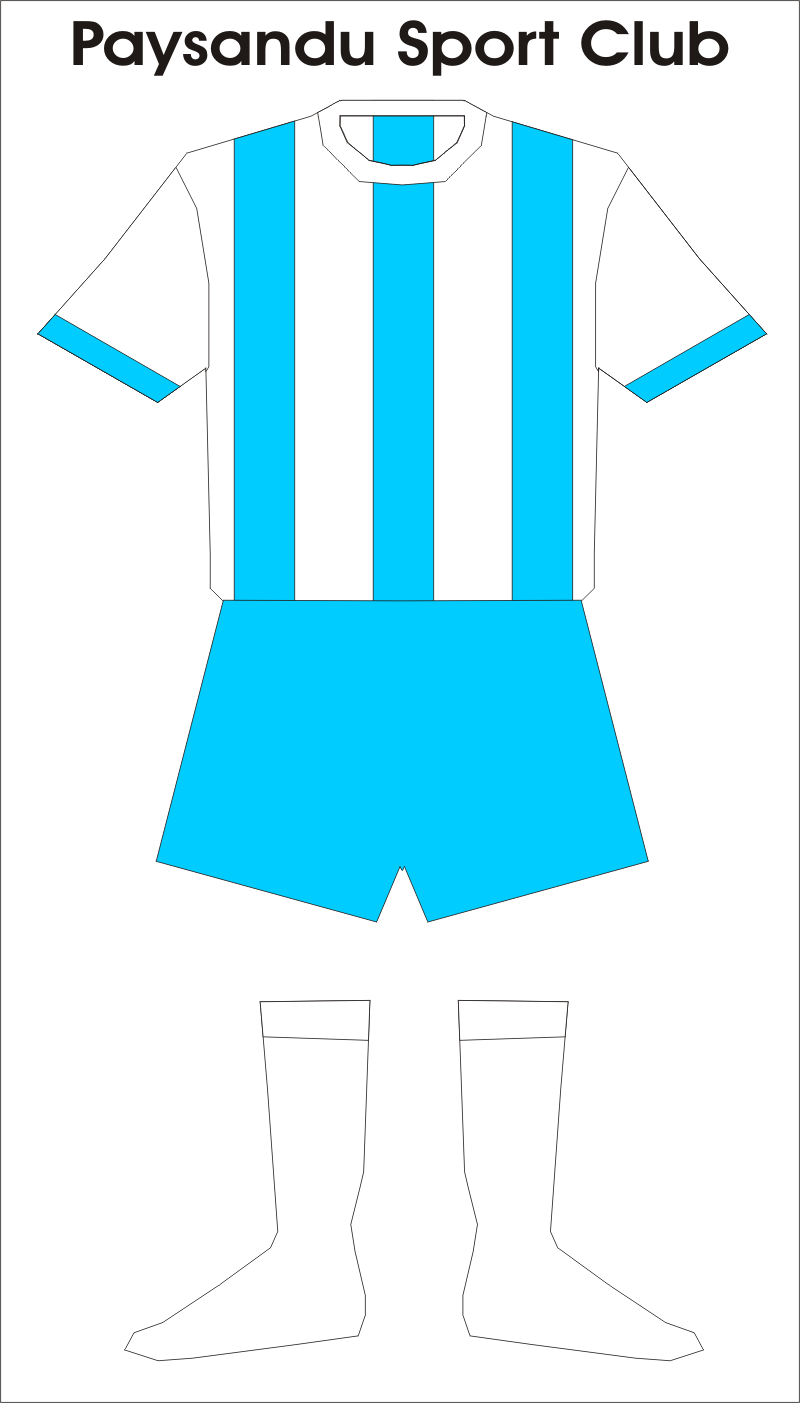
maillot traditionnel du Paysandu

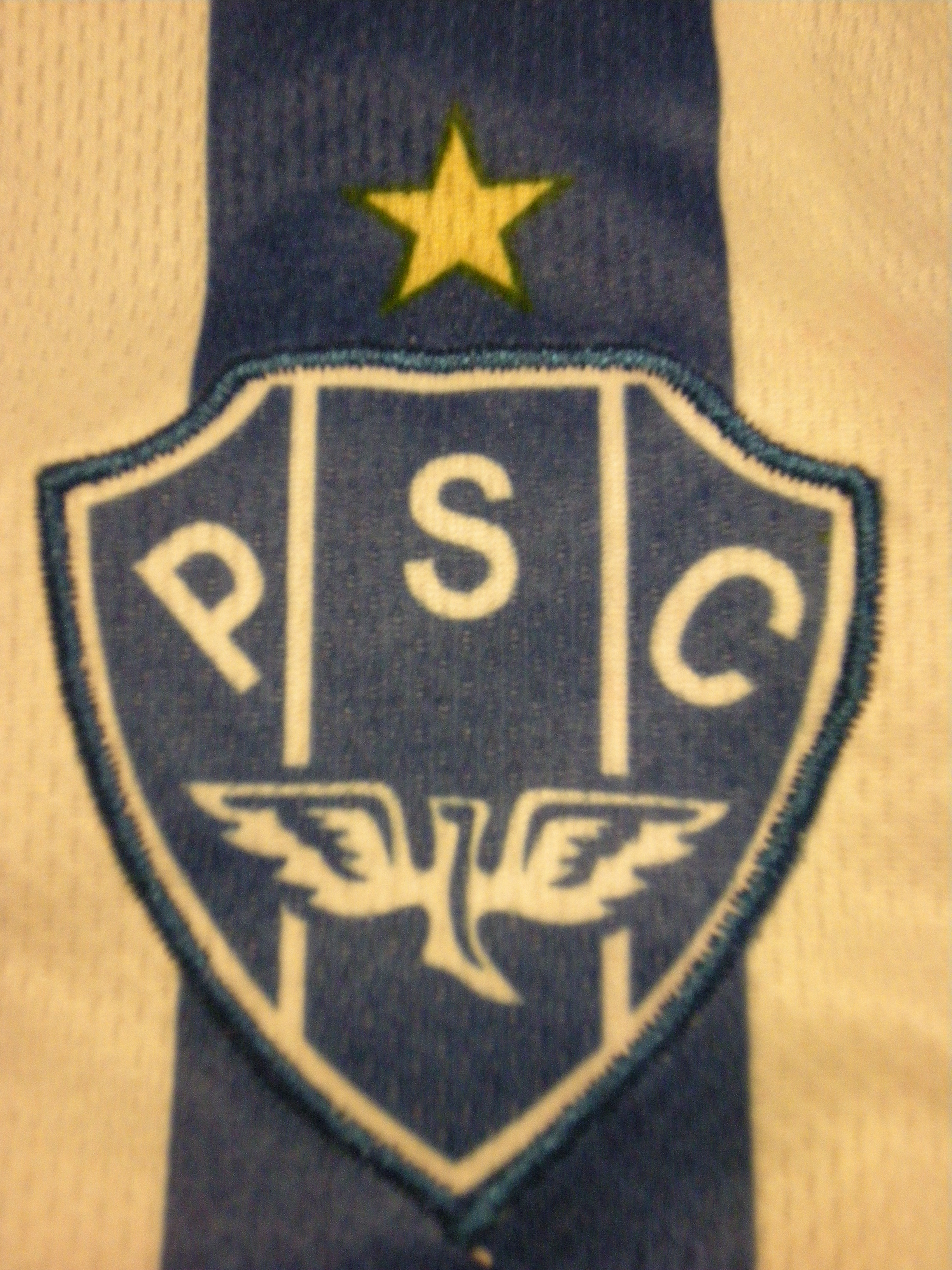
écusson du Paysandu sur un maillot de 1998

Très rapidement après la création du club, en février 1914, Hugo Léão voulu mettre les hauts dirigent d'accords sur la couleur du maillot. Les couleurs suivantes sont proposées: maillot bleu, avec des bandes blanches, verticales. Un écusson avec les initiales PEC (Paysandu Esporte Club) au niveau de la poitrine, et un short blanc. Mais un autre des dirigeants préféré un maillot entièrement blanc. Le thème "quelle couleur pour notre maillot" nécessita trois réunions au sein de la direction du Paysandu. C'est seulement au bout de la dernière, le 19 février 1914, que Bayma Moraes, l'homme qui souhaitait un maillot blanc, se retira, et préféra voter pour la version du H.Léão, un maillot à rayures bleues et blanches, verticales. 
Ces couleurs peuvent rappeler le drapeau Uruguayen, dont vient le nom du Paysandu.
Lors de la réunion du 19 février 1914, outre le fait de décider de la couleur du maillot de la jeune équipe, il fut décidé de changer de nom. En effet, son nom était le Paysandu Foot-Ball Club (PFC). Le but n'était pas de créer uniquement une équipe de football, mais un club omnisports. La spécificité football fut abandonnée, et le nouveau nom fut choisi: Paysandu Sport Club, qui encore aujourd'hui est utilisé. À savoir que le PFC fut utilisé seulement 17 jours.
L’écusson est bleu ciel, avec les 3 initiales P-S-C, référence au Paysandu Sport Club. Sur la partie inférieure, on retrouve un pied ailé, dessiné par Mário Bayma de Moraes. Il signifie que « la vitesse de l’équipe ne sera jamais égalée ou dépassée par ses adversaires, car ils iront aussi vite que s’ils volaient ». Ce pied évolue, passant d'un pied avec une botte (photo de gauche) jusqu'en 2001 à un pied nu jusqu'à présent (photo de droite). L'écusson en lui-même a également évolué, devenu en 2001 plus arrondi au niveau du bas. 
Sur la partie supérieure, de chaque côté de l’écusson, on retrouve les deux étoiles dorées. Celle de gauche symbolise la victoire dans le Campeonato Brasileiro Série B de 1991, et celle de droite, la victoire du même championnat, dix ans plus tard, Campeonato Brasileiro Série B de 2001.

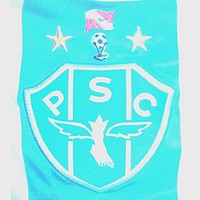
écusson actuel du Paysandu sur un maillot de la saison 2010-2011

Entre ces étoiles, on retrouve une coupe, symbolisant la victoire de la Copa dos Campeões en août 2002. Au-dessus de cette coupe, un drapeau rouge, traversé d’une ligne blanche, ornée d’une étoile qui représente le drapeau de l’État du Pará, symbole de la victoire de la Copa Norte de 2002. Aucun symbole ne représente les victoires du Paysandu lors des championnats de l'état du Pará, au nombre de 45 à ce jour.
En 2013, un contrat est signé avec Puma, qui crée trois maillots, chacun commémorant quelque chose. Le principal est nettement différent des maillots traditionnels dont les supporters étaient habitués avec deux grandes bandes blanches, et une petite bleue au centre, et beaucoup se sont alors demandés s'il ne s'agissait pas du troisième. Il reprend le style du maillot de Macaé, l'équipe que le Paysandu avait vaincu le 20 novembre 2012, lui permettant son retour en Série B l'année suivante. Le second maillot, traditionnellement plus blanc que bleu, reçoit pour la première fois deux bleus, l'un foncé rappelant les maillots avant les années 2000, et l'autre plus clair, pour les maillots les plus récents. La bande diagonale de couleur est une grande première pour le Paysandu. Le troisième maillot est traditionnel, bandes bleues et blanches d'égales dimensions.
Les équipementiers 1990:
- Penalty (1990-1995)
- Finta (1995-1997)
- Penalty (1997-2001)
- Finta (2001-2005)
- Willson (2005-2006)
- Finta (2007-2008)
- Lotto (2009-2013)
- Puma (2013-…)

Les sponsors actuels sont Banpará (banque de l'état du Pará), Big Ben (chaîne de pharmacie), ReinaLab, Esamaz (Escola Superior da Amazônia), Faculdade Integrada Carajás (FIC), Governo do Pará.
| Saison    | Maillot domicile | Maillot extérieur | Troisième maillot | Maillot entraînement |
| 2012/2013 |                  |                   |                   |                      |

### Mascotte, surnoms et hymnes
La mascotte du Paysandu a été créée en 1948 par le journaliste Everardo Guilhon, avec le surnom de bicho-Papão. Le journaliste s’est inspiré de la réputation de l’Escuadrão de Aço (Escadron d’acier), surnom sous lequel l’équipe était connue à l’époque, qui inspirait la terreur à ses adversaires sur le terrain. Très vite, le Paysandu a été connu sous le surnom de Papão da Curuzu (la créature se rapprochant le plus du Papão serait le Croque-mitaine. De plus, ce nom vient du verbe "papar" qui en brésilien signifie manger, gober. La Curuzu, en référence au surnom du stade de l'équipe). La mascotte est un loup avec le maillot de l’équipe et une tenue de football, avec le ballon à sa gauche.
Le Paysandu possède de très nombreux surnoms, et ce, dès ses premières années. On peut considérer que son premier surnom, encore utilisé quelquefois aujourd’hui, est o Clube do Suiço (le Club du Suisse). Ce surnom est apparu en 1915, lorsque le Paysandu venait de recruter Antonio Barros Filho, surnommé le Suisse, pour avoir joué dans une équipe du pays européen au début de la seconde décennie du XXe siècle. Intégrant le Paysandu, il se fit très vite remarquer comme l'un des meilleurs joueurs de football que le Pará ait déjà connu.
Dans les années 1940, le Paysandu était surnommé l'Escuadrão de Aço (Escadron d'Acier), en référence à la force de l'équipe de l'époque, qui venait de se sacrer championne invaincue en 1947. En 1948, à la suite de l'article de journal avec le Bicho-Papão, le Paysandu pris aussi le surnom de Papão da Curuzu.

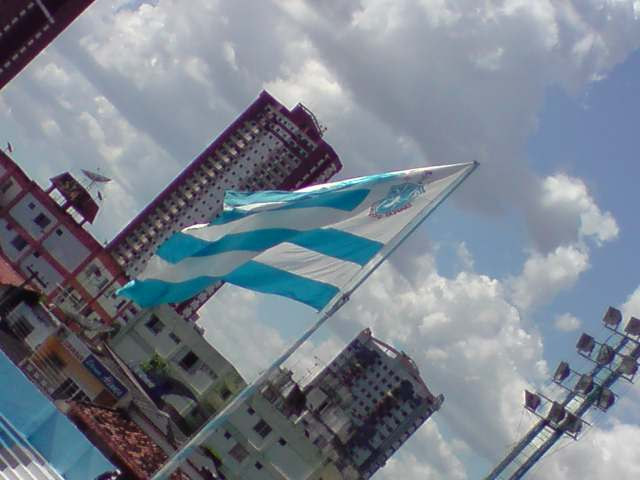
Drapeau du Paysandu, dans la Curuzu, avec ses bandes bleues et blanches, rappelées dans l'hymne non officiel de Pires Cavalcante

Plus récemment, avec ses grandes victoires du début du XXIe siècle, le Paysandu pris les surnoms de Papa titulo do norte (gobeur de titres venu du nord) et de Campeão dos Campeões. Autres surnoms courants sont en référence aux couleurs du club, Nação alviceleste, Nação Alviazul ou encore bicolor (nation bleu céleste, nation bleu et blanche, ou bicolor).
Comme beaucoup de clubs brésiliens, le Paysandu possède son hymne. Il fut créé en 1920 par José Simões, et la musique composée par Manuel Luis de Paiva
,.
Cet hymne n'a pas de nom particulier, juste Hino do Paysandu. Il parle de la force de l'équipe, de son courage lors des matchs et de sa puissance, souvent comparé à un lutteur de l'antiquité.
Le 18 juillet 1965, le Paysandu affronta l'équipe de Peñarol et remporta la partie 3x0. Ce club était formé principalement par des joueurs qui jouaient dans l'équipe nationale d'Uruguay, et qui avaient vaincus tous leurs adversaires lors d'une tournée au Brésil. Cette victoire pour le Paysandu est quelque chose de très important. Le lendemain, les journaux brésiliens, comparent cette victoire à la revanche du Brésil sur l’Uruguay lors de la coupe du monde de 1950.
À la sortie du match, Pires Cavalcante, un supporter, fredonnait un air joyeux, qu'il peaufina avec un ami, pour le transformer en musique. Très vite, et jusqu'à aujourd'hui, cette musique est considérée comme étant le second hymne du Paysandu, appelé Marchinha do Papão,, et est bien plus connu que l'original. Outre le fait de rappeler la victoire 3x0 sur Peñarol en 1945, cet "hymne" rappel aussi la victoire du Paysandu sur son rival le Clube do Remo 7x0 le 22 juillet 1945.

## Infrastructures

### Stade

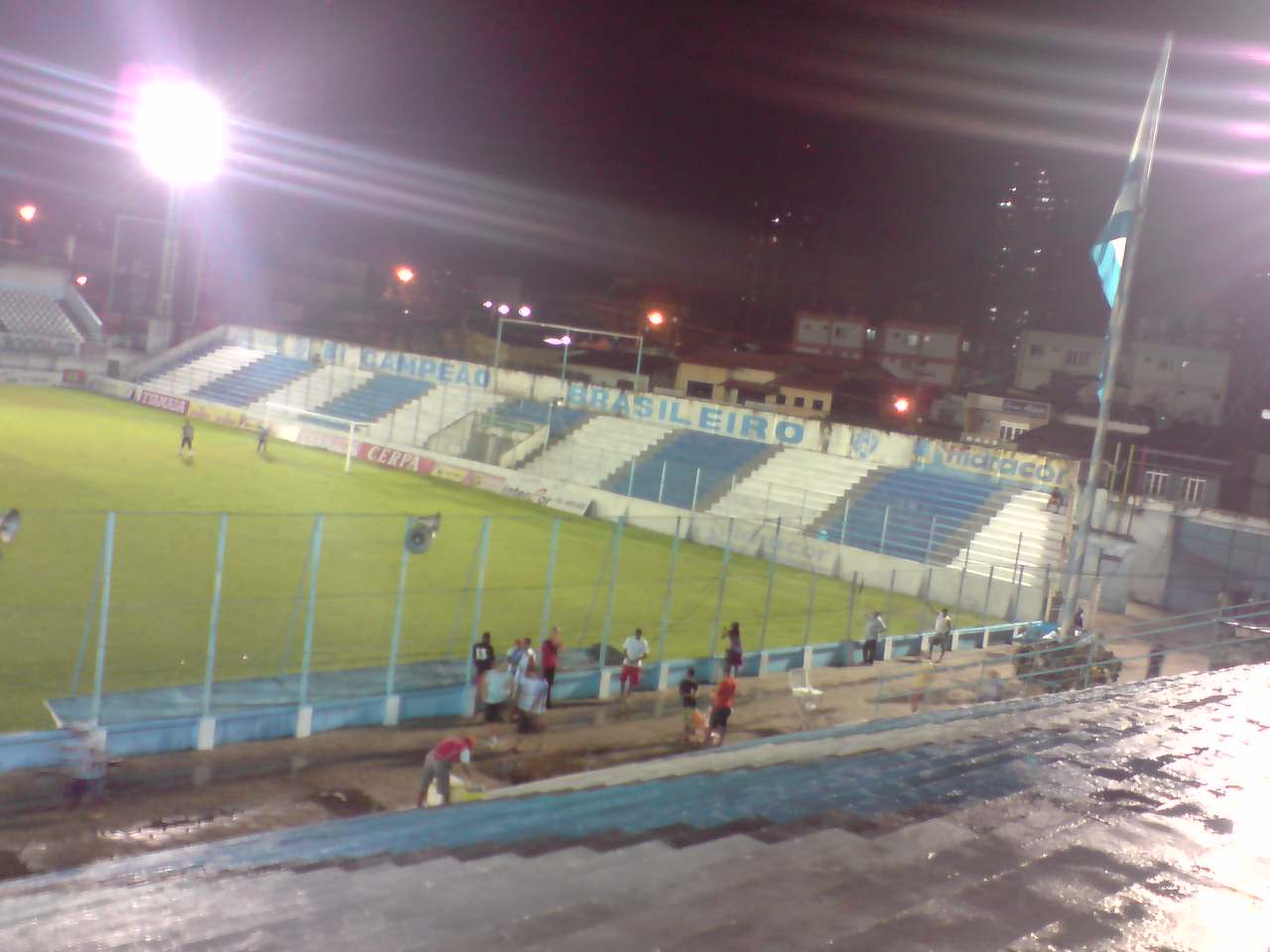
Intérieur de la Curuzu de nuit

Le premier terrain de football du Paysandu se situait non loin de la bretelle principale de Belém, à l'institut Lauro Sodré, dans le quartier du Souza. Ce terrain était fait pour les entrainements, mais a servi à quelques matchs amicaux. Le second terrain où le Paysandu développa son jeu était planifié durant la réunion du 19 février, en même temps que la couleur des maillots, et le nom final du club. Des gradins furent inaugurés le 16 avril 1916.
Mais le stade actuel du Paysandu, dans l'avenue principale de Belém, Almirante Barroso (avant nommée Tito Franco) appartenait à l'entreprise Firma Ferreira & Comandita qui le construisit. Il fut inauguré le 14 juin 1914, et servit pour le premier match du Paysandu, contre le Remo, qui s'était soldé par une défaite de deux buts à un.
Il appartient au Paysandu grâce au don du grand joueur bicolor Leônidas Sodré de Castro, en juillet 1918. Le stade porte officiellement son nom. Ce stade est surnommé Estadio vovó da Cidade (stade grand-père de la ville, en portugais), étant le plus vieux stade de la ville de Belém ou plus communément appelé la Curuzu',.
En 2008, une restauration fut faite pour accueillir le Campeonato Paraense. Il n'était pas possible lors du chantier de fermer le stade. La police demanda alors un total isolement des chantiers. Il fut également demandé par le gouvernement d'ouvrir plusieurs sorties, car la circulation des supporters était très lente. En cas d'accident, il fallait qu'elle soit optimale.  
La Curuzu peut aujourd'hui accueillir 15 000 personnes, possède 40 pièces avec de l’air conditionné, 1 800 chaises, tribunes d’honneur, et gradins numérotés pour les abonnés. Une nouvelle réforme est envisagée pour qu'elle puisse accueillir 20 000 personnes, et un meilleur aménagement des gradins, qui vieillissent vite à cause du climat local.
On y trouve une salle de musculation, de physiothérapie, une infirmerie et toute une organisation médicale, direction du football, vestiaires avec baignoires pour se reposer, de relâchement musculaire, et des hydro-massages, trois vestiaires (2 pour les joueurs, et un pour les arbitres), des bureaux pour la presse et des salles.
À l'extérieur, la petite rue menant à l'entrée principale, la rue Travessa Curuzu, est un lieu très convivial, où les supporters peuvent se retrouver avant le match, pour discuter, plaisanter, manger un bon hot dog, ou retrouver des amis autour d'un verre. Sur le long du mur du stade côté Travessa se trouvent les têtes caricaturées des grands joueurs qui ont marqué le Paysandu depuis le début de son histoire. Les joueurs décédés sont reconnaissables par une auréole.
La façade avant du Stade, le long de l'Avenida Almirante Baroso est très connue, car toute la circulation de Belém passe par là. Cette façade est relativement dégradée, ce qui vaut beaucoup de moqueries de la part du club adverse, dont le stade se trouve à quelques mètres de là, dans la même avenue, trottoir d'en face. Il arrive que lors des vacances, durant un week-end, les supporters se réunissent pour nettoyer la façade, ou les gradins, et les repeignent. 
En août 2012, le club lance sa boutique, dans l'un des espaces dédiés aux supporters, dans le stade, le long de l'Avenida Almirante Baroso.
Pour les rencontres très attendues, qui risquent d'attirer plus de 15 000 personnes, comme des finales de Parazão ou encore des Re - Pa, le Paysandu va jouer à une vingtaine de minutes de route de Belém, au Mangueirão.
Avec l'arrivée du nouveau président, Vandick Lima, le club tente à tout prix de rattraper son retard, et redresser la tête. Heureusement, financièrement, le Paysandu est aidé avec sa montée de division en novembre 2012. Avec plus de moyens, la présidence du club espère pouvoir dans un avenir proche, pouvoir agrandir une partie du stade, pour augmenter le nombre de supporters à 20 000, et faire une rénovation générale des structures.

### Siège social
Le siège social a été acquis, une fois encore grâce à la participation de Leônidas Sodré de Castro. Lors de la réunion de l’assemblée générale du 19 avril 1927, la direction du Paysandu  a été autorisée à  investir le bâtiment 66 Avenida de Nazaré. Mais avant, la direction du Paysandu siégeât dans cinq autres bâtiments, aujourd'hui tous détruits. 
Castro y a présidé entre le 2 février 1930 et le 2 février 1931, sans compter d'autres présidences par la suite.
Dans ce bâtiment, les visiteurs peuvent y apercevoir la salle des trophées, où plusieurs dizaines de pièces ornent de grandes vitrines. On peut aussi apercevoir des photos de grands joueurs, ou de grands moments du club.
S'y trouve aussi le terrain de basket du club, récemment rénové, qui sert également de terrain pour le foot en salle, et les billetteries d'avant match. À savoir que le siège social du Remo se trouve dans la même avenue, au trottoir d'en face à quelques centaines de mètres de là.
Jusque 2012, le Paysandu avait des dettes de plusieurs millions envers d'anciens joueurs. Le club était menacé de devoir vendre son siège social pour pouvoir rembourser ces dettes. Une loi a été promulguée fin novembre, pour que les infrastructures appartenant au Remo et au Paysandu dans toute la ville de Belém soit considérées comme patrimoine de la ville, et empêche de les perdre.

### Centre d'entraînement
Pour les élections présidentielles du club, qui ont eu lieu en décembre 2012, Vandick, ancien grand idole de football du début des années 2000, et candidat, proposa dans son programme une idée nouvelle, dont le club avait grandement besoins s’il voulait évoluer, et non régresser : un centre d’entraînement pour les différentes catégories de joueurs.
Vandick fut élu le 1er décembre, et le projet est mis en œuvre, avec un terrain situé à Benevides, une ville située à côté de Belém, et donné par un ami du nouveau président. Les contrats sont signés le 19 janvier 2013, octroyant au club une surface de 50 000 m2 où le Paysandu désire construire un centre à la pointe de la technologie, comprenant trois terrains de foot, l’un pour les joueurs en formation, un de la dimension de la Curuzu, et un du Mangueirão. Des vestiaires, salles d’entrainements, piscines, et centres de loisirs sont également prévus par la suite. Le club souhaite également y inclure un centre médical, de nutrition, physiothérapie, entre autres, ainsi que deux hôtels, l’un pour les jeunes joueurs, et un autre pour les joueurs professionnels.
Pour avoir une idée du projet avancé, l’un des directeurs du club s’est rendu sur les centres d’entraînement de Coritiba, Atlético Paranaense, São Paulo, et de Corintians.

## Personnalités du club

### Présidents
| Président                | Période                         | Observations |
| ------------------------ | ------------------------------- | --- |
| Leonidas Sodré de Castro | 2 février 1930 - 2 février 1931 | Il donne son nom au stade du Paysandu |
| Manoel Martins           | 1971                            | |
| Raúl Aguilera            | 1979-1980                       | |
| Raúl Aguilera            | 1980-1981                       | |
| Asdrúbal Bentes          | 1991                            | |
| Geraldo Rabelo           | 1995-1996                       | Manda inachevé sous la pression d'Arthur Tourinho |
| Ricardo Rezende          | 1996-1997                       | |
| Joaquim Ramos            | 1998-2000                       | |
| Arthur Guedes Tourinho   | 2001-2002                       | Le Paysandu lui doit, à travers ses mandats, ses titres les plus importants, mais aussi des dettes colossales qui plongent le club en troisième division, et de graves problèmes économiques. |
| Arthur Guedes Tourinho   | 2002-2004                       | |
| Arthur Guedes Tourinho   | 2004-2006                       | |
| Miguel Pinho             | 2006-2008                       | Mandat inachevé pour cause de décès, et repris par le vice président, Luís Omar Pinheiro |
| Luís Omar Pinheiro       | 2008-2011                       | |
| Luís Omar Pinheiro       | 2011 - 1er janvier 2013         | |
| Vandick Lima             | 1er janvier 2013- 2014          | |

### Entraineurs mémorables
- Jair Pereira 1982
- Givanildo Oliveira 2000-2002 (champion de Série B de 2001 et champion de la Copa Norte 2002, et champion de la Copa dos Campeões 2002 notamment)
- Darío Pereyra 2002-2003 (entraîneur du Paysandu lors de la Copa Libertadores)
- Ivo Wortmann 2003
- Edson Gaúcho - Série C 2009 et 2011
- Charles Guereiro - Série C de 2010
- Lecheva - Donne l'accès à la seconde division de championnat brésilien après 6 ans d'échec de ses prédécesseurs

### Entraineurs depuis 2000
Depuis ses débuts, le club compte 91 entraîneurs.
| Période   | Entraîneurs | Observations |
| --------- | --- | --- |
| 2000-2002 | Givanildo Oliveira et Hélio Dos Anjos | Le Paysandu gagne sous le commandement de Givanildo ses plus belles victoires de son histoire / Série B 2000-2001 et Série A 2002                 |
| 2003      | Ivo Worthman et Darío Pereira | Ivo Worthman est l'entraîneur du Paysandu lors de la Libertadores, et la victoire sur Boca Juniors / Participation Libertadores, et Série A       |
| 2004      | Heron Ferreira, Arthur Neto, Nildo Pereira(intérimaire), Givanildo Oliveira, Adilson Batista, Vágner Benazzi                                                          | Série A |
| 2005      | Agnaldo de Jesus-Roberto Cavalo, Sinomar Naves, Paulo Campos, Sinomar Naves(intérimaire), Gilson Kleina, Carlos Alberto Torres                                        | Le Paysandu tombe en Série B |
| 2006      | Carlos César, Samuel Cândido, Marinho Peres, Ademir Fonseca, Leandro Campos, Sinomar Naves                                                                            | Le Paysandu tombe en Série C |
| 2007      | Nad, Fernando Oliveira (intérimaire), Luiz Antonio Zaluá, Sinomar Naves, Paulo Roberto, Fernando Oliveira, Sérgio Belfort                                             | Série C |
| 2008      | Givanildo Oliveira, Edson Boaro, Charles Guerreiro, Dario Lourenço, Mário Henrique (intérimaire)                                                                      | Série C |
| 2009      | Edson Gaúcho, Valter Lima, Nasareno Silva | Série C |
| 2010      | Luiz Carlos Barbieri, Charles Guerreiro | Série C |
| 2011      | Sergio Cosme (janvier-mars), Roberto Fernandes (mars-juin), Edson Gaúcho (juin-septembre), Andrade (septembre-novembre)                                               | Série C |
| 2012      | Nad (17 décembre-4 mars), Lecheva (4 mars-4 mai), Roberval Davino (8 mai-6 aout), Givanildo Oliveira (7 aout-25 septembre), Lecheva (25 septembre-1er juin 2013)      | Lecheva, entraîneur intérimaire à la base, et sans aucun expérience réelle, parvient enfin à sortir le Paysandu de la Série C le 10 novembre 2012 |
| 2013      | Lecheva (25 septembre 2012 – 1er juin 2013), Givanildo Oliveira (1er juin-27 juillet), Arthurzinho (3 aout-18 septembre), Vágner Benazzi (19 septembre - 25 novembre) | Le Paysandu tombe à nouveau en Série C. |
| 2014      | Mazola Júnior(5 décembre 2013 -...) | Série C |

### Grands joueurs
- Alexandre Favaro
- Bené
- Cabinho
- Cacaio
- Carlinhos Maracanã
- Castilho
- Charles guerreiro
- Chico Spina
- Dadá Maravilha
- Dadinho
- Carlos Germano
- Gino
- Giovani
- Guga
- Iarley
- Itaparica
- Jóbson
- Lecheva
- Luís Fernando
- Lupercínio
- Suiço
- Mirandinha
- Rafael Moura
- Oberdan
- Patrulheiro
- Quarentinha
- Roberto Bacuri
- Róbson
- Rogerinho
- Ronaldo
- Sandro Goiano
- Vanderson
- Vandick
- Vélber
- Zé Augusto

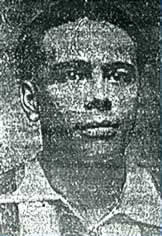
Antonio Barros Filho, dit le Suiço

Le Paysandu  a longtemps été surnommé “O Clube de Suiço” ("le club du Suisse"). Aujourd'hui encore il lui arrive d'être nommé ainsi. Mais qui était ce Suiço? Son vrai nom était Antonio Barros Filho. C'est l'un des meilleurs joueurs de football que le Pará n'ai déjà eu. Il est dit qu'il a commencé à jouer en Suisse, d'où ce surnom. Natif de l'état du Pará, il est né en 1899, et est décédé encore jeune, à 23 ans, le 1er juillet 1922 d'une très grave intoxication alimentaire. Il jouait aisément à n'importe quel poste, mais excellait en tant que latéral gauche, ou milieu de terrain. Il a toujours été le capitaine de l'équipe du Paysandu, poste qui à l'époque, incluait le poste d'entraîneur.
Le Guarany Football Club était l'équipe où Suiço jouait en 1914. Cette année, son équipe perdit contre le Paysandu 4x1. Vers la fin de la même année, Suiço intégra alors l'équipe Alviceleste, et son premier match fut le 31 janvier 1915, en tant que milieu droit, avec une victoire 2x0 contre le Clube do Remo. Le Suiço aimait le Paysandu, et était totalement dévoué à son équipe. Dans l'ancien siège social, aujourd'hui démoli pour laisser place au nouveau, était gardé dans une vitrine le dernier maillot (en plus du short, des chaussures et des chaussettes) que le joueur porta au Paysandu, avec au-dessus un cadre avec son portrait.
Il est dit que le 15 juillet 1923 (après le décès du joueur donc) lors de la fin d'un match Remo x Paysandu, pour le Parazão, avec le score de 0x0, survint un tir au but contre le Paysandu. Le gardien de l'équipe dit alors avoir entendu la voix du Suiço lui dire « jette toi sur le côté droit ». Sans aucun doute sur ce qu'il avait « entendu », il ferma les yeux, entendit le coup de sifflet et se jeta à l'endroit indiqué… les cages du Paysandu  étaient défendues, et le gardien s'empressa de dégager le ballon. Vadico rattrapa la balle et marqua, 1x0 pour le Paysandu. Quelques instants plus tard, l'arbitre donna le coup de sifflet final…
Paulo Benedito Santos Braga, appelé aussi Quarentinha, commença sa carrière avec le Remo, au début des années 1950. Mais très vite, le club préféra s'en débarrasser. Comme beaucoup de joueurs, Paulo Braga termina par changer de trottoir dans l'Avenida Almirante Baroso pour rejoindre le Paysandu. Sa carrière commença alors dans le club, avec l'équipe des moins de vingt ans. Mais très vite, il attira l'attention de l'entraîneur de l'équipe professionnelle, Arnaldo Moraes, et pu ainsi vêtir le maillot numéro 10 comme sa seconde peau entre 1956 et 1973. Jusqu'à aujourd'hui, il demeure le joueur ayant le plus joué au Paysandu, avec presque 18 ans de carrière. L'une des meilleures équipes dans laquelle il a pu jouer au Paysandu était entre autres formée de Abel, Beto, Vila, Milton Dias, Bené et Castilho (gardien de la Seleção). Aux yeux de tous ses compagnons, il honorait le maillot Alviceleste, et était l'orgueil des supporters.
"Il avait une vision du jeu exceptionnelle, prenait soin de lui physiquement, et avait une technique de jeu qui lui était particulière. Pour moi, il a été - et est toujours - le plus grand milieu gauche que le Paysandu  n'ait eu, et même de toutes les équipes du Pará", dit Ércio Ramos dos Santos, en 2009, ancien attaquant qui a pu jouer avec Quarentinha entre 1959 et 1969, et conquérir huit titres de championnat local. "En plus de cela, il marquait énormément de buts, même s'il n'avait pas réputation d'un attaquant né, comme j'ai pu l'avoir. Il lui arrivait de marquer jusque dix buts lors d'un championnat, soit la moyenne d'un buteur de Parazão aujourd'hui", rajoute l'ancien joueur.
Paulo Benedito Santos Braga, dit Quarentinha, est considéré comme le joueur le plus complet du football Paráense. Avec presque 20 ans de vie au Paysandu, il est arrivé à un niveau supérieur de celui de simple idole du Paysandu, aux yeux de ses supporters. Il est admiré par les supporters du Remo et de la Tuna Luso aussi, et même par ceux qui n'aimaient pas particulièrement le football. Il a été le capitaine de l'équipe pendant l'historique victoire sur le Peñarol, et est souvent, aujourd'hui encore, acclamé pour son intégrité et son professionnalisme, malgré le fait d'avoir joué à l'époque où le football n'était pas encore reconnu comme sport professionnel.
Le 25 mars 1966, les joueurs Oberdan et Bené entament leur carrière dans le Paysandu, à travers un match contre le clube do Remo. Le premier joueur vient du Fluminense (RJ), le second du Vasco (RJ). 
À cette époque, le Remo avait 27 matchs invaincus à son actif. L'équipe Alvi-Azul gagna le match 3-0, avec les buts de Garcia, Oberdan et Robilota.
Ce match était disputé à la Curuzu, pour le dernier tour du tournoi Quadrangular Internacional. L'arbitre était Fernando de Jesus Andrade. Lors de cette compétition, on peut retrouver les équipes suivantes : le Paysandu, le Remo, la Tuna et Transval, de Paramaribo.
Paysandu : Arlindo; Oliveira (Paulinho); Abel, Jota Alves et Carlinhos; Oberdan et Quarentinha; Vila, Bené (Luiz Zago), Robilota et Ércio (Garcia).
Remo: François; Ribeiro, Soco, China, Edilson; Zé Luis (Rangel), Beto (Assis); Neves (Zequinha), Afonso, Jurandir (Zezé), Chaminha.
Bené quant à lui, est le plus grand buteur de l'histoire du Paysandu, avec 249 buts.

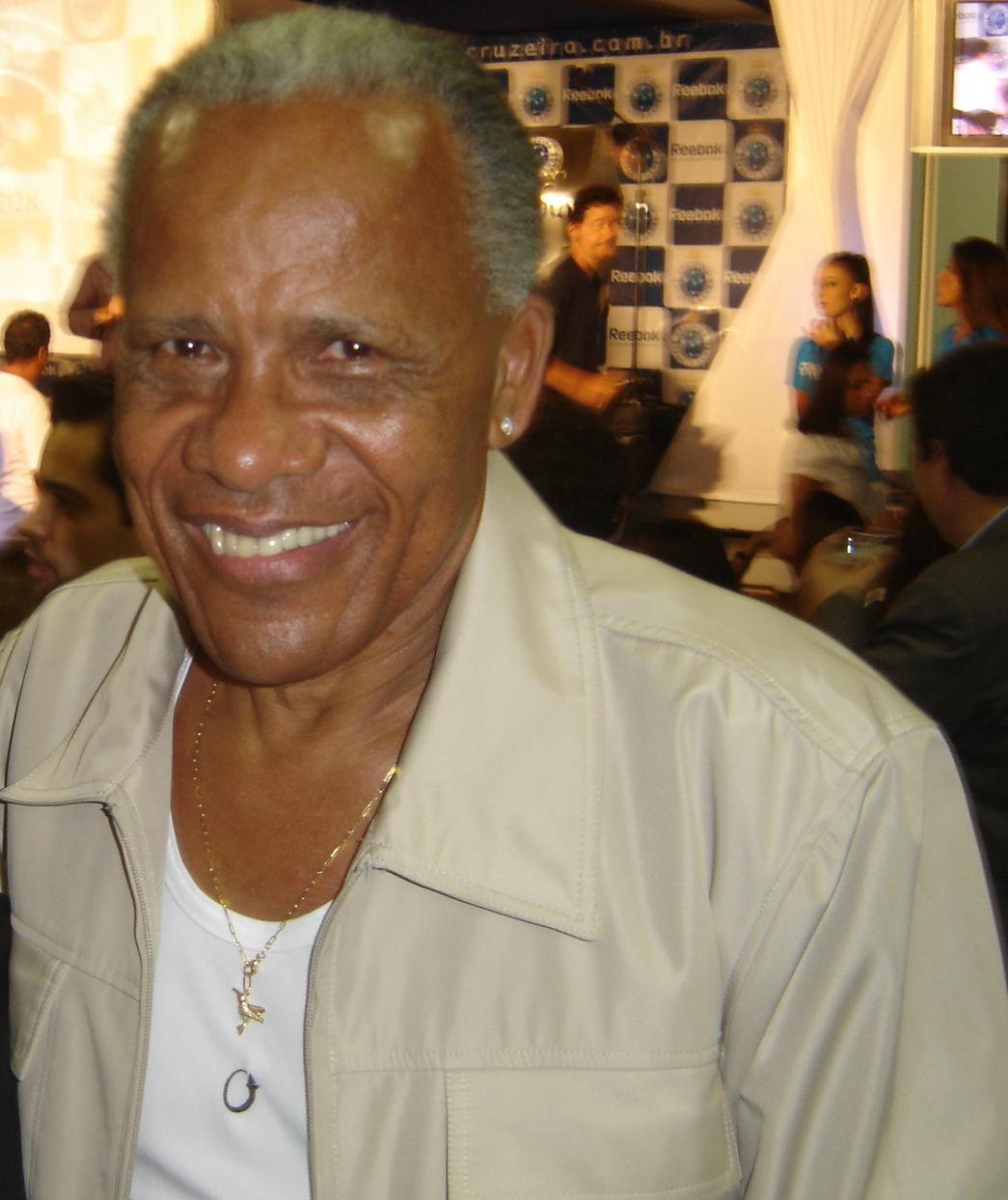
Dario José dos Santos, Dario "Dadá" Maravilha - joueur du Paysandu en 1979

En 1979, le Paysandu a engagé dans son équipe professionnelle le géant Dario Maravilha, Peito de aço (poitrine d'acier), champion mondial de 1970 avec la Seleção, au Mexique.
Dario est déjà passé par de grands clubs, comme l'Atlético Mineiro, le Flamengo, ou encore l'Internacional, et jouait à cette époque là à Ponte Preta.
Le 17 avril 1979, Hernan Souza Filho, coordinateur en football du Paysandu, et Gervásio Brito, le président de la direction, sont partis à Campinas avec le but d'acquérir Dario, désiré aussi par Coritiba. 
Dario fini par choisir le Paysandu. 
Le centre avant est arrivé à Belém le 18 avril, accueilli par les supporteurs du Paysandu, qui ont rempli l'aéroport. Dario signa pour 2 ans dans le club. 
Cette acquisition remua le football Paráense, et ému les supporters du Paysandu. 
Le premier match de l'ancien joueur du Brésil était le 29 avril 1979, au Mangueirão, stade principal de Belém, contre le grand rival du Paysandu, le Remo. Il y eut à cette occasion 59 613 spectateurs, ce qui est à l'époque le match notant le plus d'entrées. 
Le match se termina avec le score de 1x1. Le but du Paysandu étant marqué par sa nouvelle star, à la 74e minute.
Malheureusement, Dario n'est resté que 6 mois dans le club. Il aura marqué un total de 26 buts, 16 en Campeonato Paraense de 1979, et 10 en matchs amicaux.
Récemment, le joueur aussi surnommé Dadá Maravilha, enregistra une vidéo pour les supporters du Paysandu. Il y fait mention de l'incroyable passion dont fait preuve la Fiel pour son club, et que malgré ses participations dans de très grandes équipes, avec des supporters sensationnels, il n'avait jamais vu une telle chose. Il avait été, lors de ses participations sous les couleurs Alviazul, extrêmement ému de voir tant d'amour pour un club de football.
Sept titres en matchs du Parazão, un de Série B en 2001, un lors de la Copa Norte de l'année suivante, et celui de la Copa dos Campeões la même année. Outre ces victoires, Zé Augusto a 109 buts à son compte avec le maillot du Paysandu. Il est le septième meilleur buteur du club, derrière Bené, Hélio, Quarenta Lebrego, Carlos Alberto, Cacetão et Cabinho. L'histoire de Zé Augusto est tout simplement l'une des plus belles du quasi centenaire club de Belém. Même si aujourd'hui il est sur le point de ranger les crampons, on ne peut pas oublier les 15 années qu'il a consacré au Paysandu, jouant avec plus de 500 joueurs, et pas moins de 40 entraîneurs dans la Curuzu.
Natif du Maranhão dans le nordeste, il joua son premier Parazão sous les couleurs du maillot de Pedreira en 1996. Très vite, il se fit remarquer par la direction du Paysandu.  Zé Augusto est une référence dans le Paysandu, une idole à part entière avec pas moins de 600 matchs à son effectif, et de très grands moments. Rappelons que ce fut lui qui marqua par exemple le 4e but face à Avaí en 2001, lors du match décisif pour le la première place de Série B. C'est un parfait exemple d'un joueur passionné par son club, pour qui il "donnerait son sang". C'est avec regrets qu'il prend sa retraite à l'âge de 38 ans, sous les acclamations de supporters.
Il joua notamment avec les idoles de 2002-2003, comme le géant Vandick, aimé de la nation bicolor. Vandick joua au Paysandu au début des années 2000. En 2002, tout le monde le pensait bon pour la retraite, et prouva l'inverse lors de la Copa dos Campeões, devenant le second meilleur buteur du championnat, avec 5 buts, dont trois marqués lors de la finale contre Cruzeiro. Lors du match de demi-finale, contre Palmeiras, il inscrivit un but, en hommage à Géssica, une petite fille atteinte de Leucémie, qu'il dit considérer comme son cinquième enfant.
Pour la Copa Libertadores de 2003, le Paysandu a besoin de renforts. Sont alors appelés Róbson, surnommé Robgol pour sa qualité d'attaquant précieux, et Iarley. Les deux joueurs montrent très largement leur valeur durant la compétition, le premier se sacrant troisième meilleur buteur du championnat avec neuf buts, l'autre se déchainant face au Boca Juniors, qu'il intègre l'année suivante. 
Après un an passé au Japon, Robgol revient au Paysandu, marquant une fois encore sa présence par un nombre incroyable de buts.

### Équipes de jeunes
| Palmarès des équipes de jeunes du Paysandu |
| --- |
| - Championnat du Pará -20 ans (5) : - Champion : 2002, 2006, 2009, 2015 et 2017 - Championnat du Pará -17 ans (5) : - Champion : 2011, 2012, 2013, 2014 et 2015 - Copa SESI -17 ans (1) : - Vainqueur : 2018 - Championnat du Pará -15 ans (5) : - Champion : 2010, 2012, 2013, 2014 et 2017 - Copa SESI -15 ans (3) : - Vainqueur : 2010, 2017 et 2018 |

Le club dispose également de plusieurs équipes de jeunes disputant un championnat national : les moins de 20 ans, les moins de 17 ans, les moins de 15 et les moins de 13 ans. Les U-17 du Paysandu sont réputés pour dominer le championnat des jeunes du Pará depuis plusieurs années. L'équipe des U-20 quant à elle se présente depuis plusieurs années à la Copa São Paulo de Futebol Júnior, qui se déroule en janvier de chaque année.
Nad, l'entraîneur des U-20, et à plusieurs reprises des catégories inférieures, a eu la chance par exemple de former le jeune et prometteur Paulo Henrique Chagas de Lima, à qui il donna son surnom de Ganso (oie en brésilien).

## Culture populaire

### Les Rivalités
Le Paysandu a plusieurs rivaux dans le nord du Brésil, comme Rio Branco, ou encore la Tuna, qui est également du Pará, dont le stade se trouve à quelques kilomètres de la Curuzu.
Mais comme il l’a été souvent cité dans cet article, le Paysandu a un rival principal, le Clube do Remo, créé en 1905. Les affrontements de ces deux équipes sont de véritables derby, réunissant plusieurs dizaines de milliers de supporters.
| Disputes entre Paysandu et Remo |
| --- |
| - Match au total - 718 - Victoires du Paysandu - 224 - Victoires du Remo - 252 - Match nuls - 242 - Buts marqués par le Paysandu - 929 - Buts marqués par le Remo - 938 - Matchs disputés pour le Parazão - 325 - Victoires du Paysandu pour le Parazão - 97 - Victoires du Remo pour le Parazão - 116 - Plus grand nombre de buts d'écart durant un derby - 7x0 pour le Paysandu le 22 juillet 1945 - Dernière rencontre - Le 27/04/2013 - Demi-finale du second tour du Parazão 2013 - Paysandu 1x2 Remo - Mangueirão |

#### Le Re  -  Pa, ou Classíco Rei da Amazonia
Pour rappel, le Paysandu a été créé dans le but de vaincre le Remo, vainqueur de la compétition du Pará en 1913, alors que le Norte Club (dont le Paysandu est une future branche) avait injustement été vaincu en demi-finale, par erreur d'arbitrage.
Le premier match opposant les deux équipes fut réalisé le 10 juin 1914, avec une victoire du Remo, au stade de l'entreprise Ferreira & Comandita (actuellement Estadio Leônidas Sodré de Castro - Curuzu, le stade du Paysandu), avec 2000 spectateurs. 
- Équipe du Remo: Corintho; Lulu, Mustard; Galdinho, Aimée, Carlito; Macedo, Dudu, Antonico, Infante et Rubilar
- Équipe du Paysandu: Romariz; Bayma, Silvio; Jaime, Moura Palha, Mitchel; Hugo Leão, Garciaa, Guimarães, Mateus e Arthur Morais

Les buts furent de Rubilar, Bayma (contre son camp) pour le Remo et de Mateus pour le Paysandu.
Depuis la création du Paysandu Fútebol Clube, ce dernier et le Grupo do Remo entretenaient des relations amicales, malgré la rivalité existante. Le 23 février 1915, soit un peu plus d'un an après la création du Paysandu, le Remo proposa à son rival de faire un match amical, avec le but de reverser la recette à des petites équipes, comme União Esportiva, Panther, Guarani, Aliança et Brasil Esporte. La réponse de la direction du Paysandu fut faite en deux parties. Un premier courrier fut rédigé, exagéré, voir insultant. Un second suivit, où la direction du Paysandu acceptait finalement ce défi, mais maintenait ses propos injurieux.
Cela va de soi, après tant d'incivilité, le respect que le Remo avait pour son rival n'avait plus lieu d'être. Un courrier du Remo au Paysandu mis fin à l'amitié des deux clubs, le 24 février. Ce jour-là naquit la plus grande rivalité entre deux clubs brésiliens, qui sera éternelle dans les cœurs des supporters concernés. 
C'est ainsi que depuis 98 ans, le derby Re x Pa, qui a aussi le nom de Classico Rei da Amazonia (derby Roi de l'Amazonie) a lieu, avec les milliers de supporters revêtant le maillot de leur équipe tant aimée. On retrouve de grands joueurs lors de ces matchs, depuis longtemps, comme Dico, Rosemiro, Pagani, Rubilar, Oberdan, Bira et Quarentinha, qui ont marqué leurs clubs à leur époque.
Il y a un autre derby au Pará, avec la Tuna Luso Brasileira. Que ce soit contre le Remo ou le Paysandu, la rivalité est certes moins importante, mais malgré tout très présente. La Tuna est aussi une vieille équipe de l'état, et a la troisième meilleure performance au nombre de victoires pour le Parazão, avec 10 victoires.
| Disputes entre Paysandu et Tuna |
| --- |
| - Match au total - 312 - Victoires du Paysandu - 134 - Victoires de la Tuna - 109 - Match nuls - 69 - Dernier match - Le 23/03/2013 - match allez du Campeonato Paraense 2013 - Mangueirão - Tuna2x2 Paysandu - Mangueirão |

#### Tuna Luso Brasileira
Outre l'énorme rivalité que connait le Paysandu avec le Remo, il existe aussi une autre rivalité avec une autre équipe de Belém, moins importante, certes, mais qui mérite bien que l'on s'y intéresse. C'est l'équipe de la Tuna Luso Brasileira, appelée aussi Tuna Luso. Cette équipe fut créée en 1903, donc 11 ans avant le Paysandu. Le premier match opposant les deux grosses équipes fut réalisé le 11 décembre 1932, avec une victoire du Paysandu par deux buts à zéro, lors de la Taça Concódia. 
Comme toutes les équipes du Pará aujourd'hui, la Tuna n'échappa pas à une chute, qui ne la fait même pas disputer la Série D du championnat brésilien. Elle gagna 10 fois le Parazão. Après un long moment passé dans l'ombre, dans le second groupe du championnat du Pará, elle parvient à revenir en groupe A pour l'année 2011. Ce qui encourageât ses supporters, restés fidèles malgré tout. Mais sa campagne fut décevante, et retourna en groupe B pour 2012.
Le Paysandu et la Tuna Luso se rencontrèrent pour la première fois après 40 ans sans avoir disputé un match de championnat sur le terrain de cette dernière, le 17 avril 2011, où le Paysandu s'imposa à l'occasion 3x1.
Autre fait marquant, le Paysandu ne perd plus face à la Tuna depuis 2008.
| Disputes entre Paysandu et Aguia de Maraba |
| --- |
| - Match au total - 46 - Victoires du Paysandu - 22 - Victoires de Aguia - 11 - Match nuls - 13 - Dernier match - Le 12/03/2013 - match allez du Parazão 2013 - Aguia 1x1 Paysandu - Marabá |

#### Aguia de Marabá
Certains journalistes, et même supporters, évoquent souvent depuis 2010 les matchs du Paysandu et de Aguia de Marabá comme un nouveau derby. La raison est simple. Cette équipe est aussi dans l'état du Pará, et dispute donc elle aussi le Parazão en série A, comme le Paysandu, et le Remo. D'ailleurs, elle disputa la grande finale de ce championnat avec le Paysandu en 2010 (victoire du Papão).
Mais outre ces disputes dans ce championnat, ce sont les deux seules équipes du Pará qui disputèrent ensemble la Série C entre 200_ et 2012, qui plus est dans la même poules pour des raisons de proximité. Ce sont donc les deux meilleures équipes de l'état pour le moment, officiellement.
Ces disputes sont considérées comme une nouvelle forme de classico, car le Remo ne dispute plus de championnat brésilien avec le Paysandu, étant, lui, en Série D, lorsqu'il parvient à s'y qualifier

#### Time Negra
Il est difficile de parler de l'histoire du Paysandu sans évoquer l'équipe de Time Negra (équipe noire). En effet, ces deux équipes ont un passé lié, une histoire commune. C'est en 1913, lorsque le Norte Club se divisa, que les deux équipes virent le jour, l'année suivante. Time Negra a toujours été dans l'ombre du Paysandu en quelque sorte. On ne peut pas parler de rivalité entre Paysandu et Time Negra, ni de bons rapports. Cette dernière est souvent vue comme l'équipe B du Paysandu, un réservoir à joueurs.
Time Negra n'est pas une équipe qui brille dans les championnats. Elle dispute depuis 2010 le groupe B du Parazão, et ne parvient pas à retrouver le groupe A, où se dispute la phase principale. Il arrive à cette occasion que le Paysandu prête ses joueurs à l'équipe, de manière à la renforcer, mais aussi pour entraîner les joueurs, qui doivent être prêt à jouer le groupe A, qui a lieu quelques mois plus tard une fois que les deux meilleurs placés dans le groupe B sont connus.
Il y a souvent d'ailleurs des conflits entre les deux équipes, le Time Negra reprochant souvent, à juste titre diront certains, d'être délaissée, ce qui n'arrange pas sa situation. Mais les dirigeants de cette équipe évoquent souvent un travail mené pour que leurs joueurs puissent un jour, s'ils sont assez entraînés, retrouver l'équipe du Paysandu. C'est ainsi qu'en 2011, on peut retrouver d'anciens joueurs, au Paysandu, en professionnels donc, qui ont été formés au Time Negra, ou alternants entre ces deux équipes, comme Rafael Oliveira (3e meilleur buteur des championnats d'états brésiliens 2011), Billy, Brayan.

### Supporters
Le Paysandu est depuis 2010 connu dans le Pará comme étant l'équipe regroupant le plus de supporters, avec une estimation allant à environ cinq millions. Les supporters du Paysandu, surnommés généralement la Fiel (fidèle), poussent leur équipe lors de chaque gros matchs. Il n'a pas été rare qu'elle remplisse le stade du Mangueirão en sa totalité lors de grands matchs comme les Re x PA, Paysandu et Boca Junior (2003), ou encore lors de l'arrivée de Dadá Maravilha en 1979. 
Ces supporters sont capables de faire trembler un stade complet, et même si depuis que le Paysandu est en série C, beaucoup répondent encore présent. Il ne faut pas oublier malgré tout que le salaire moyen des habitants reste en général bas, surtout dans le nord du Brésil, et qu'il n'est pas forcément évident, pour beaucoup, de pouvoir se payer un ticket d'entrée, en  général assez cher pour le pouvoir d'achat.
Les supporteurs sont en très grande majorité pauvres. Ceux qui se rendent au stade sont les salaires bas et moyens en général. Mais il ne faut pas oublier que le Pará est le second état le plus grand du pays. Belém étant sa capitale, les autres villes de l'état sont laissées souvent de côté, et donc la pauvreté frappe énormément ces populations. On retrouve énormément de supporters du Paysandu dans ses régions qualifiés de "l'intérieur de l'État". Malgré tout, ils sont tous très content quand leur équipe vient faire des matchs amicaux, rare occasion pour eux de voir le Paysandu évoluer sous leurs yeux. 
Au début des années 2000, une campagne de l'équipe visait à faire un tour de l'État pour entraîner l'équipe, et donner par la même occasion la possibilité à ces supporters de pouvoir voir leur équipe, qui à l'époque collectionnait les titres, comme la Copa Norte, ou encore Copa dos Campeões.

#### Les groupes de supporters les plus connus[60]
- Raça Bicolor (Race Bicolore), formé le 07/10/1983
- Terror Bicolor (Terreur Bicolore), formé le 16/07/1989
- Ira Jovem  (Colère Jeune), formé le 14/09/2005
- Banda Alma Celeste (Bande des Âmes Celestes), formé en octobre 2007
- Papão Chopp, formé le 06/07/2008

#### Records de public[61]
1. Paysandu 0x1 Remo, 65.000, 11/07/1999
2. Paysandu 1x1 Remo, 64.010, 29/04/1979
3. Paysandu 2x0 Fluminense, 60.000, 20/09/1998
4. Paysandu 2x4 Boca Junior, 57.330, 15/05/2003
5. Paysandu 1x2 Cruzeiro, 53.615, 31/07/2002
6. Paysandu 0x1 Remo, 52.973, 08/04/1979
7. Paysandu 1x2 Remo, 51.304, 26/08/1979
8. Paysandu 0x1 Remo, 48.141, 13/09/1992
9. Paysandu 2x0 Flamengo, 45.164, 06/09/1995
10. Paysandu 2x3 Flamengo, 42.770, 06/02/1983
11. Paysandu 3x0 Flamengo, 42,350, 25/01/1981
12. Paysandu 2x0 Remo, 41.932, 23/03/2003
13. Paysandu 1x0 Remo, 41.891, 16/10/2005
14. Paysandu 0x1 Remo, 41.869, 20/09/1981
15. Paysandu 2x0 Remo, 41.700, 16/11/1980
16. Paysandu 3x1 Palmeiras, 41.614, 28/07/2002
17. Paysandu 0x2 Remo, 41.409, 22/01/2006
18. Paysandu 2x1 Remo, 41.140, 30/01/2005
19. Paysandu 2x0 Internacional, 40.749, 17/11/2002
20. Paysandu 0x0 Cerro Porteño, 40.102, 06/03/2003

### Note
1. ↑  . Aujourd’hui, le Grupo do Remo (Groupe d'aviron en français) existe sous le nom de Clube do Remo (Club d'aviron)
2. ↑  Fédération du Pará de football. C'est elle qui est chargée des évènements sportifs en tout genre dans l’état du Pará.
3. ↑  . Le Grupo do Remo étant le grand rival du Norte Club, le but était de faire de ce nouveau club une association omnisports, ne reposant plus uniquement sur le football, mais aussi sur l’aviron comme le Remo.
4. ↑  Nad avait défendu dans les années 1980 le Paysandu en tant que défenseur. Après sa retraite, il décide de devenir l’entraineur de la catégorie de base du Paysandu, avant d’obtenir un poste d’entraineur de l’équipe principale en 1997. Il revient aux catégories de base en 1998. Nad a notamment formé Paulo Henrique Ganso, attraction du Santos depuis 2010. En remerciement, Ganso lui a envoyé un maillot du Brésil dédicacé pour l’anniversaire de son formateur, le 2 février 2012. C’est pour le début de la saison 2012 que la direction du Paysandu refait appel à l’ancien défenseur pour entrainer l’effectif de 2012, n’ayant plus les moyens de payer un entraineur professionnel. L’effectif est lui-même composé des joueurs du Paysandu -20 principalement.
5. ↑  (pt) Voir à ce sujet l'article Copa Norte de Futebol de 2002 (pt)
6. ↑  En 2001 et 2002, le Paysandu avait vaincu le Parazão, ce qui lui avait permis de participer à la Copa Norte.
7. ↑  Robgol est un surnom venant de son nom de joueur, Róbson, et de Gol, but en brésilien. Le joueur était connu pour marquer énormément de buts, ce qu’il va largement démontrer dans cette compétition. Il fut approché après la participation du Paysandu à la Copa dos Campeões, alors qu’il jouait pour l’équipe de Bahia, et qui avait marqué un but contre le Paysandu à cette occasion
8. ↑  L'Atlético Mineiro était un des favoris cette année-là au retour en Série A. À l fin du championnat, l'équipe est championne de Série B, et peut retourner dans l'élite du football brésilien
9. ↑  Grâce à l'intérêt du président du Paysandu de changer les choses dans cette Série C, une nouvelle forme de compétition est mise en place. Le but est de former deux poules de 10 équipes. Les quatre vainqueurs des deux poules s'affrontent, et les quatre meilleurs passent en Série B. Les quatre derniers de la première poule passent en Série D. De plus, la CBF décide de se charger des fonds de transport pour les équipes de cette compétition, permettant aux équipes de se concentrer sur les achats de joueurs plus chers
10. ↑  Curuzú est, comme Paysandú, le nom d'une petite ville en Uruguay
11. ↑  Contrairement à la Série A, B ou C, où les équipes participantes jouent d'office le championnat, pour jouer la Série D, la CBF a mis en place un système de qualification, sélectionnant les équipes les mieux placées dans le championnat des États. Ces équipes sont dites "sans série" durant les qualifications. Ayant trop d'équipes candidates à la Série D en 2011, la CBF imagine une possible Série E. Ainsi les candidats seraient au nombre de 40, les 20 meilleurs allant en Série D, et les 20 moins bons en Série E. Ceci n'est qu'un projet pour le moment.

1. ↑  Surnom donné au Paysandu. -
2. ↑  À Belém, le siège social du Remo et du Paysandu  sont dans la même avenue, Avenida de Nazaré, tout comme les stades de chaque équipe, qui se situent dans l'avenue Almirante Baroso. Siège social ou stade, ils se situent toujours sur le trottoir opposé à quelques centaines de mètres l'un de l'autre. Pour cette raison, il est courant que les habitants disent qu'un joueur a changé de trottoir, ou traversé l'avenue Almirante Baroso ou Nazaré, lorsque celui-ci change de club.